# Panthera onca
A onça-pintada (português brasileiro) ou jaguar (português europeu) (nome científico: Panthera onca), também conhecida como onça-preta (no caso dos indivíduos melânicos), é uma espécie de mamífero carnívoro da família dos felídeos (Felidae) encontrada nas Américas. É o terceiro maior felino do mundo, após o tigre e o leão, sendo o maior do continente americano. Apesar da semelhança com o leopardo (Panthera pardus), a onça-pintada é evolutivamente mais próxima do leão (Panthera leo). Ocorre desde o sul dos Estados Unidos até o norte da Argentina, mas está extinta em diversas partes dessa região atualmente. Nos Estados Unidos, por exemplo, está quase extinta desde o início do século XX, mas ainda ocorre em algumas áreas do Arizona, Novo México e Texas. É encontrada principalmente em ambientes de florestas tropicais, e geralmente não ocorre acima dos 1 200 m de altitude. A onça-pintada está fortemente associada à presença de água e é notável como um felino que gosta de nadar.
É um felino de porte grande, com peso variando de 65 a 100 quilos, com as do pantanal sendo as maiores pesando em média 110 quilos,podendo chegar a 155 quilos, e comprimento variando de 1,1 a 1,80 m sem a cauda, que é relativamente curta. Fisicamente semelhante ao leopardo, dele se diferencia pelo padrão de manchas na pele e pelo maior tamanho. Existem indivíduos totalmente pretos. As onças pintadas possuem mandíbulas excepcionalmente fortes, apresentando as mais poderosas mordidas dentre todos os grandes felinos. Isso permite que ela fure a casca dura de répteis como a tartaruga e de utilizar um método de matar incomum: ela morde diretamente através do crânio da presa entre os ouvidos, uma mordida fatal no cérebro.
É um animal crepuscular e solitário. Caça através de emboscadas, sendo um importante predador no topo da cadeia alimentar e pode comer qualquer animal que seja capaz de capturar, desempenhando um papel na estabilização dos ecossistemas e na regulação das populações de espécies de presas. Porém, tem preferência por grandes herbívoros, podendo atacar o gado doméstico. Frequentemente convive com a onça-parda (Puma concolor), influenciando os hábitos e comportamento deste outro felino. A área de vida pode ter mais de 100 quilômetros quadrados, com os machos tendo territórios englobando o de duas ou três fêmeas. A onça-pintada é capaz de rugir e usa esse tipo de vocalização em contextos de territorialidade. Alcança a maturidade sexual com cerca de 2 anos de idade, e as fêmeas dão à luz geralmente a dois filhotes por vez, pesando entre 700 e 900 gramas. Em cativeiro, a onça-pintada pode viver até 23 anos, mais do que em estado selvagem.
A IUCN considera a espécie como "quase ameaçada", por sua ampla distribuição geográfica, mas suas populações estão em declínio, principalmente por causa da perda e da fragmentação do seu habitat. Entretanto, localmente ela pode estar em sério risco de extinção, como em áreas da América Central e do Norte e na Mata Atlântica brasileira. O comércio internacional de onças ou de suas partes é proibido, mas o felino ainda é frequentemente caçado por fazendeiros e agricultores na América do Sul. Apesar de seu número reduzido, a sua distribuição geográfica ainda é ampla e há boas chances de sobrevivência da espécie a longo prazo na Amazônia e no Pantanal. A onça-pintada faz parte da mitologia de diversas culturas indígenas americanas, incluindo as dos maias, astecas e guaranis e a sua caça ainda é uma atividade carregada de simbolismo, principalmente entre os pantaneiros.

## Etimologia
A onça-pintada também é conhecida por pintada, onça-verdadeira, jaguar, jaguaretê, jaguarapinima, acanguçu, canguçu ou simplesmente onça. O termo "onça" origina-se do grego lygx, através do termo latino luncea e do termo italiano lonza. No Brasil, o nome onça-pintada é o mais utilizado, sendo que a palavra pintada é uma alusão à pelagem cheia de manchas e rosetas, ao contrário da outra onça, a onça-parda.
Jaguar origina-se do termo tupi îagûara, podendo ser traduzido como "onça" e até como "cão". Curiosamente foi esta palavra de origem indígena que se tornou a mais utilizada no português europeu, enquanto "onça" (de origem europeia) se tornou o termo mais utilizado no português brasileiro. Esta palavra indígena também foi adotada por algumas línguas europeias como o inglês, espanhol e francês. Com efeito, com a colonização europeia e a chegada dos cães ao continente americano, a palavra passou a ser também usada pelos povos indígenas falantes de tupi para referir-se aos cachorros; assim, adotou-se îagûareté ("onça verdadeira") para fazer referência exclusivamente à onça-pintada, diferenciando-a do cão, o que originou o termo de língua portuguesa "jaguaretê". Yaguareté é um nome usado em países de língua espanhola em que há muitos descendentes dos guaranis, como a Argentina e Paraguai. Acanguçu e canguçu originam-se do termo tupi-guarani îagûarakangusu, que significa "onça de cabeça grande", por meio da composição entre îagûara ("onça"), akanga ("cabeça") e usu ("grande"). Jaguarapinima vem do tupi îagûara ("onça") e pinima ("pintada").
A designação pantera no nome científico, vem do latim, panthera. Panthera, em grego, é uma palavra para leopardo, πάνθηρ. A palavra é uma composição de παν- "todos" e θήρ vem de θηρευτής "predador", significando "predador de todos" (animais), apesar de que esta deve ser considerada uma etimologia popular. A palavra deve ter uma origem do sânscrito, pundarikam, que significa "tigre".

## Taxonomia e evolução

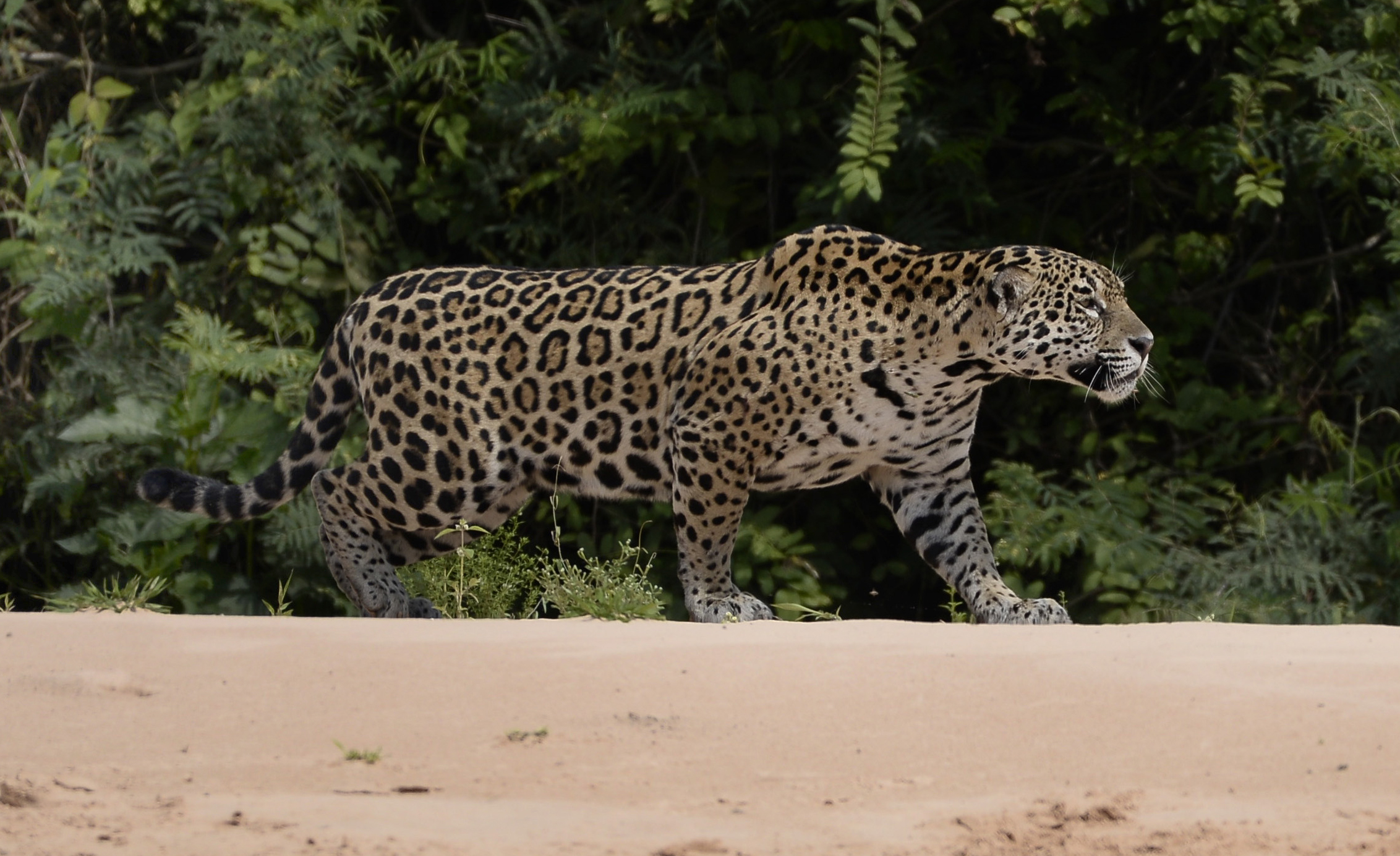
Embora numerosas subespécies foram reconhecidas no passado, estudos recentes sugerem a existência de três apenas.

A onça-pintada é o único membro atual do gênero Panthera no Novo Mundo. Filogenias moleculares evidenciaram que o leão, o tigre, o leopardo, o leopardo-das-neves e o leopardo-nebuloso compartilham um ancestral em comum exclusivo, e esse ancestral viveu há entre seis e dez milhões de anos apesar do registro fóssil apontar o surgimento do gênero Panthera há entre dois e 3,8 milhões de anos. Estudos filogenéticos geralmente mostram o leopardo-nebuloso como um táxon basal ao gênero Panthera.
Baseado em evidências morfológicas, o zoológo britânico Reginald Pocock concluiu que a onça-pintada é mais próxima ao leopardo. Entretanto, filogenias baseadas no DNA são inconclusivas à posição da onça-pintada em relação às outras espécies do gênero, mas existem dois cladogramas frequentemente observados: ora a onça-pintada é considerada mais próxima do leão, ora é considerada um grupo-irmão de um clado formado pelo leão e o leopardo. Fósseis de espécies extintas do gênero Panthera, como o jaguar-europeu (Panthera gombaszoegensis) e o leão-americano (Panthera atrox), mostram características tanto da onça-pintada quanto do leão. Análise do DNA mitocondrial apontam para o surgimento da espécie há entre 280 e 510 mil anos, bem depois do que é sugerido pelo registro fóssil, que considera seu surgimento há cerca de 1,5 milhão de anos.

### Ancestrais
Apesar de habitar o continente americano, a onça-pintada descende de felinos do Velho Mundo. Há cerca de 2,87 milhões de anos, a onça-pintada, o leão e o leopardo compartilharam um ancestral comum na Ásia. No início do Pleistoceno, os precursores da atual onça atravessaram a Beríngia e chegaram à América do Norte: a partir daí alcançaram a América Central e a América do Sul. A linhagem da onça-pintada se separou da linhagem do leão (que compartilham um ancestral comum exclusivo, sendo a espécie mais próxima da onça-pintada), há cerca de 2 milhões de anos. Existe o debate sobre se a Panthera gombaszoegensis seria uma subespécie da atual onça-pintada, o que poderia mudar a história evolutiva da onça, considerando que ela surgiu na África e não na Ásia.

### Subespécies e variação geográfica
A última delineação taxonômica foi feita por Pocock em 1939. Baseado em origens geográficas e morfologia de crânio, ele reconheceu oito subespécies. Entretanto, ele não teve acesso a um número suficiente de espécimes para fazer uma análise crítica das subespécies, e expressou dúvida sobre a validade de várias delas. Uma reconsideração posterior reconheceu apenas três subespécies.
Estudos recentes não demonstraram a existência de subespécies bem definidas, e muitos nem reconhecem a existência delas. Existe uma variação clinal na morfologia da onça-pintada, entre a ocorrência sul e norte da espécie, mas a variação dentro das subespécies é maior do que entre elas e por isso não há garantia da existência das subespécies. Um estudo genético confirmou a ausência de divisões geográficas entre as populações, apesar de ter sido demonstrado que grandes barreiras geográficas, como o rio Amazonas, limitam o fluxo gênico entre as populações de onças. Um estudo subsequente caracterizou mais detalhadamente a variação genética e encontrou diferenças populacionais nas onças da Colômbia.
As divisões de Pocock (1939) ainda são regularmente citadas em muitas descrições do felino. Seymour reconhece apenas três subespécies.
1. Panthera onca onca Lineu, 1758: Venezuela através da bacia amazônica, incluindo
  - P. onca peruviana Blainville, 1843: costa do Peru
2. P. onca hernandesii Gray, 1857: oeste do México – incluindo
  - P. onca centralis Mearns, 1901: El Salvador até Colômbia
  - P. onca arizonensis Goldman, 1932: sul do Arizona até Sonora, México
  - P. onca veraecrucis Nelson & Goldman, 1933: centro do Texas até o sudeste do México
  - P. onca goldmani Mearns, 1901: península de Iucatã até Belize e Guatemala
3. P. onca palustris Ameghino, 1888 (a maior subespécie, pesando mais de 135 quilos):[24] Pantanal, regiões dos estados de Mato Grosso e Mato Grosso do Sul, Brasil, ao longo da bacia do rio Paraguai no Paraguai e nordeste da Argentina.
4. † Panthera onca mesembrina
5. † Panthera onca augusta

O Mammal Species of the World continua a reconhecer nove subespécies, adicionando P. o. paraguensis Hollister, 1914.

## Distribuição geográfica e habitat

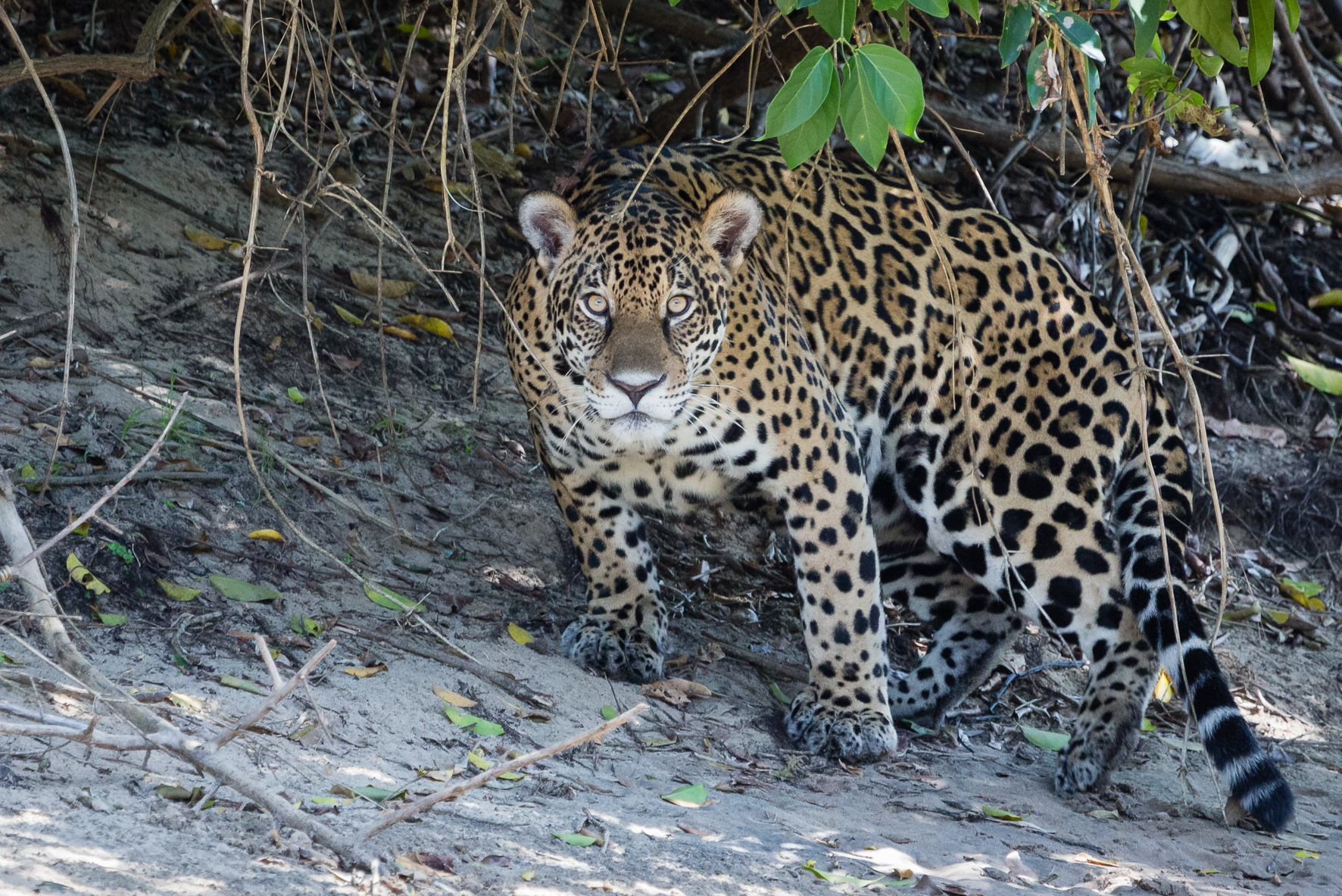
A onça-pintada vive em uma ampla variedade de habitats, desde campos abertos até florestas densas, mas geralmente, associados a cursos d'água permanentes.

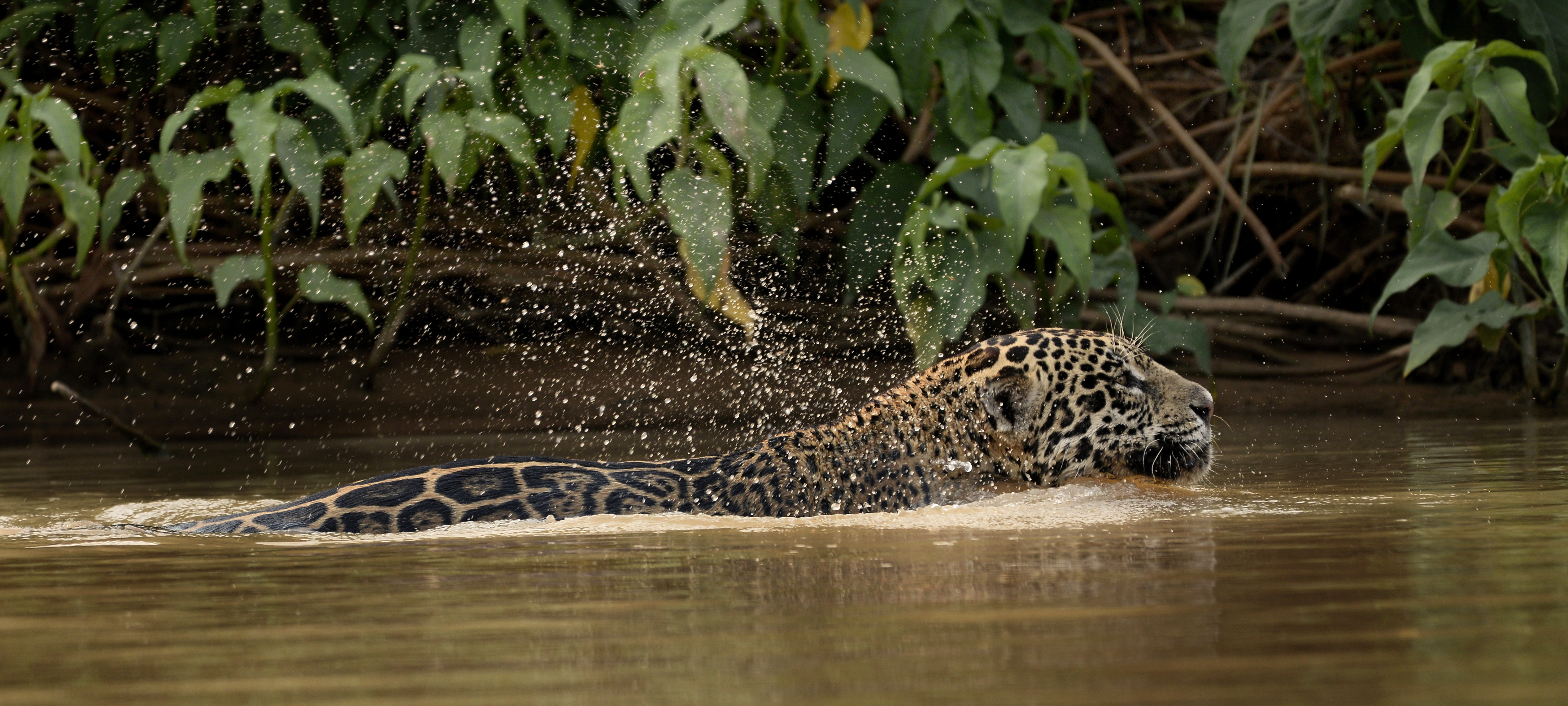
Passa tempo significativo dentro d'água, sendo uma boa nadadora.

A onça-pintada é presente desde o México, passando pela América Central, até a América do Sul, incluindo toda a bacia Amazônica, no Brasil. Os países que a onça-pintada pode ser encontrada são: Argentina, Belize, Brasil, Bolívia, Colômbia, Costa Rica (particularmente na península de Osa), Equador, Guiana Francesa, Guatemala, Guiana, Honduras, México, Nicarágu, Panamá, Paraguai, Peru, Suriname, Estados Unidos e Venezuela. Foi extinta de El Salvador, do Uruguai e de quase toda a Argentina. Ocorre nos 400 quilômetros quadrados da Reserva Natural de Cockscomb em Belize, nos 5 300 quilômetros quadrados da Reserva da Biosfera Sian Ka'an, no México, nos 15 mil quilômetros quadrados do Parque Nacional de Manú no Peru, nos 26 mil quilômetros quadrados do Parque Indígena do Xingu e nos cerca de 1 800 quilômetros quadrados do Parque Nacional do Iguaçu, ambos no Brasil, e em muitas outras unidades de conservação ao longo de sua distribuição.
A inclusão dos Estados Unidos na lista é baseada em ocorrências casuais no sudoeste do país, nos estados do Arizona, Texas e Novo México. No início do século XX, a onça-pintada ocorria ao norte até o Grand Canyon e a oeste até o Sul da Califórnia. É provável que em tempos pré-históricos, a onça-pintada tivesse uma ampla distribuição pela América do Norte, como fica evidenciado pela existência de fósseis e representações culturais de uma subespécie da região, Panthera onca augusta. Fósseis de onça-pintada, datados em 40 000 a 15 000 anos, mostram a ocorrência dessa espécie na era do Gelo até o Missouri.
A ocorrência em tempos históricos da espécie inclui a metade sul dos Estados Unidos no limite norte, e quase todo continente sul-americano, no limite sul. Atualmente, sua distribuição ao norte recuou mil quilômetros, e ao sul cerca de 1 500 km.
A onça-pintada habita tanto florestas tropicais na América do Sul e América Central quanto áreas abertas secas e com inundações periódicas, como o Pantanal. Historicamente, ocorria nas florestas de carvalho dos Estados Unidos. Estudos com armadilhas fotográficas e rádio-colares mostram que elas preferem áreas com densa vegetação, evitando áreas abertas, o que se reflete em uma preferência por áreas de floresta densa e chuvosa, sendo escassa em regiões mais secas, como nos pampas argentinos, nas secas savanas do México, e centro-sul dos Estados Unidos. A onça-pintada é dependente de cursos d'água permanentes, vivendo preferencialmente próximo a rios e pântanos, e é uma boa nadadora, passando parte significativa do dia dentro d'água. Não costuma ocorrer em altitudes acima de 1 200 metros, mas há registros em altitudes de até 3 800 metros na Costa Rica, 2 700 metros na Bolívia e 2 100 metros no Peru.

## Descrição

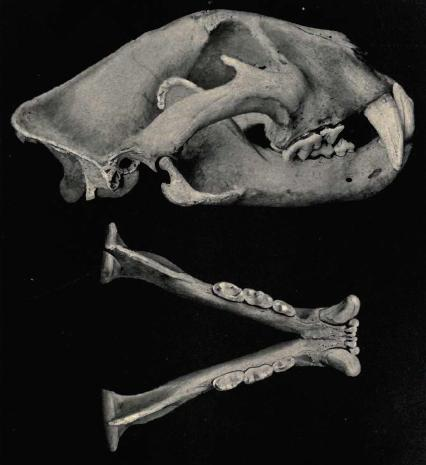
O crânio da onça-pintada é robusta e a mandíbula é extremamente poderosa. O tamanho dos indivíduos tende a ser maior quanto mais longe das regiões equatoriais.

A onça-pintada é um animal robusto e musculoso. Tamanho e peso variam consideravelmente: em regiões como Belize e na Reserva sustentável de Mamirauá a média de peso é de 55 kg para os machos e 32 kg para as fêmeas. Enquanto no Pantanal é de 110 kg para os machos e 75 kg para as fêmeas, sendo 30% menores que os machos. . Os maiores machos registrados pesavam até 155 kg (tendo o peso de algumas leoas e tigresas), e as menores fêmeas chegavam a ter 36 quilos. O comprimento da ponta do focinho até a bunda varia de 1,12 a 1,80 metro. Sua cauda é a menor dentre os grandes felinos, tendo entre 45 e 75 centímetros de comprimento. Suas pernas são consideravelmente mais curtas se comparadas a um tigre ou leão com mesma massa corporal, mas são mais grossas e robustas. A onça-pintada tem entre 60 cm e 80 cm na altura da cernelha. É o maior felino das Américas e o terceiro maior do mundo, menor apenas que o leão e o tigre.
Variações no tamanho são observadas ao longo das regiões de ocorrência da onça, com o tamanho tendendo a aumentar nos indivíduos nos limites norte e sul da distribuição geográfica, com os menores indivíduos sendo encontrados na Amazônia e regiões equatoriais adjacentes. Um estudo realizado na Reserva da Biosfera Chamela-Cuixmala na costa do Pacífico no México, reportou medidas de massa corporal ao redor de 50 quilos, não muito maior que uma onça-parda. Em contraste, no Pantanal, a média de peso foi de cerca de 110 kg, e machos maiores chegavam a pesar mais de 150 kg. Onças que ocorrem em ambientes florestais frequentemente são mais escuras na coloração da pelagem e menores do que aquelas encontradas em regiões de campos abertos (como no Pantanal), possivelmente, devido ao menor número de presas de grande porte em florestas.
O crânio pode ter até mais de 33 cm de comprimento, mas geralmente tem entre 20 e 29 centímetros, sendo robusto, curto e largo no rostro, principalmente nos machos. Pode apresentar uma crista sagital, especialmente em machos mais velhos. O crânio da onça-pintada é semelhante ao da onça-parda (Puma concolor), mas se diferencia por ser maior e ter o osso nasal em formato côncavo. A anatomia funcional do crânio é semelhante a dos outros grandes felinos: existe um ligamento elástico no aparato hioide, o que permite a onça-pintada rugir. A sínfise mandibular é rígida, o que permite recrutar mais músculos na mastigação. A fórmula dentária na onça-pintada é a mesma para outros felinos: {\displaystyle {\tfrac {3.1.3.1}{3.1.2.1}}\times 2=30}. Os caninos são longos e podem ter 23,5 milímetros de comprimento, mas geralmente, possuem entre 17,5 e 18,6 milímetros de comprimento. Eles servem para segurar e matar as presas.
A forma corporal atarracada e robusta torna a onça-pintada capaz de nadar, rastejar e escalar. A cabeça é grande e a mandíbula é desenvolvida e forte. Ao contrário do mito popular, a onça-pintada possui proporcionalmente a mordida mais forte de todos os felinos, tendo 3/4 (75%) da força de mordida de um tigre com o dobro do tamanho, tendo cerca de 750 libras de força ou 340 kg  e ela pode abrir a boca até a 13,1 centímetros de diâmetro, em um ângulo de 65 a 70 graus. É proporcionalmente mais forte que a força da mordida de um leão e hiena; tal força é capaz de quebrar o casco de tartarugas.  É dito que uma onça é capaz de arrastar um touro de até 500 quilos ou mais por 8 m e quebrar ossos com as mandíbulas. A onça-pintada caça grandes herbívoros de até 300 quilos em florestas densas, como a anta (Tapirus terrestris), e seu corpo forte e atarracado é uma adaptação a esse tipo de presa e ambiente, como evidenciado pela morfologia de seu cotovelo e dos membros, o que mostra que ela não costuma correr tanto quanto felinos de áreas abertas. As patas são digitígradas como outros carnívoros e sua estrutura é típica de membros do gênero Panthera. As garras são retráteis, o que faz com que suas pegadas geralmente não apresentem marcas de garras, como outros felinos. A sua pegada é semelhante a da onça-parda, mas não possui os lobos da almofada plantar tão evidentes quanto a deste felino e é nitidamente maior, tendo até 12 centímetros de diâmetro as pegadas das patas dianteiras e 7,5 centímetros as das patas traseiras. Suas pegadas também possuem um aspecto arredondado, sendo mais largas do que redondas, principalmente as pegadas das patas dianteiras.
A cor de fundo da pelagem da onça é amarelo acastanhado (às vezes mais pálido), mas pode chegar ao avermelhado, marrom e preto, para todo o corpo. As áreas ventrais são brancas. A pelagem é coberta por rosetas, que servem como camuflagem, usando o jogo de luz e sombra do interior de florestas densas. As manchas variam entre os indivíduos: rosetas podem incluir um ou várias pintas em seu interior, e a forma das pintas também pode variar. As manchas e pintas da cabeça e pescoço costumam ser sólidas, e na cauda, elas se unem, de forma a aparecer bandas.
Enquanto a onça-pintada lembra o leopardo (Panthera pardus), além dela ser maior e mais robusta, as rosetas são diferentes nessas duas espécies: as rosetas da pelagem da onça-pintada são maiores, menos numerosas, mais escuras, são formadas por linhas mais grossas e possuem pintas no meio delas, que não são encontradas nas rosetas do leopardo. As onças também possuem cabeças maiores e arredondadas, e membros mais atarracados se comparados com os do leopardo.

### Melanismo

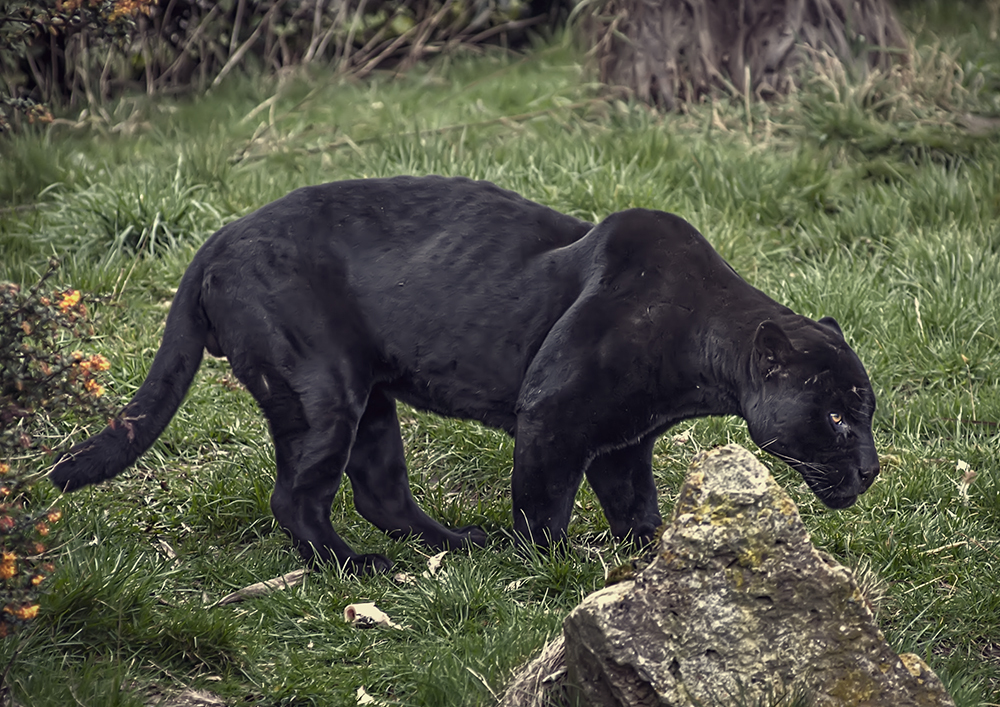
Variedades melânicas da onça-pintada ocorrem com uma frequência de 6% nas populações selvagens.

Polimorfismo na cor ocorre na espécie e variedades melânicas são frequentes, sendo a principal variação na pelagem encontrada em animais selvagens. Em indivíduos totalmente pretos, quando visto sob a luz e de perto, é possível observar as rosetas. Apesar de ser conhecida popularmente como onça-preta, é apenas uma variação natural, não sendo uma espécie propriamente dita.
A forma totalmente preta é mais rara que a forma de cor amarelo-acastanhado, representando cerca de 6 % da população, o que é uma frequência muito maior do que a taxa de mutação. Portanto, a seleção natural contribuiu para a frequência de indivíduos totalmente negros na população. Existem evidências de que o alelo para o melanismo na onça-pintada é dominante. Ademais, a forma melânica é um exemplo de vantagem do heterozigoto; mas dados de cativeiro não são conclusivos quanto a isso. Indivíduos albinos são muito raros, e foi reportada a ocorrência na onça-pintada, assim como em outros grandes felinos. Como é usual com o albinismo na natureza, a seleção natural mantém a frequência da característica próxima à taxa de mutação.

## Ecologia e comportamento

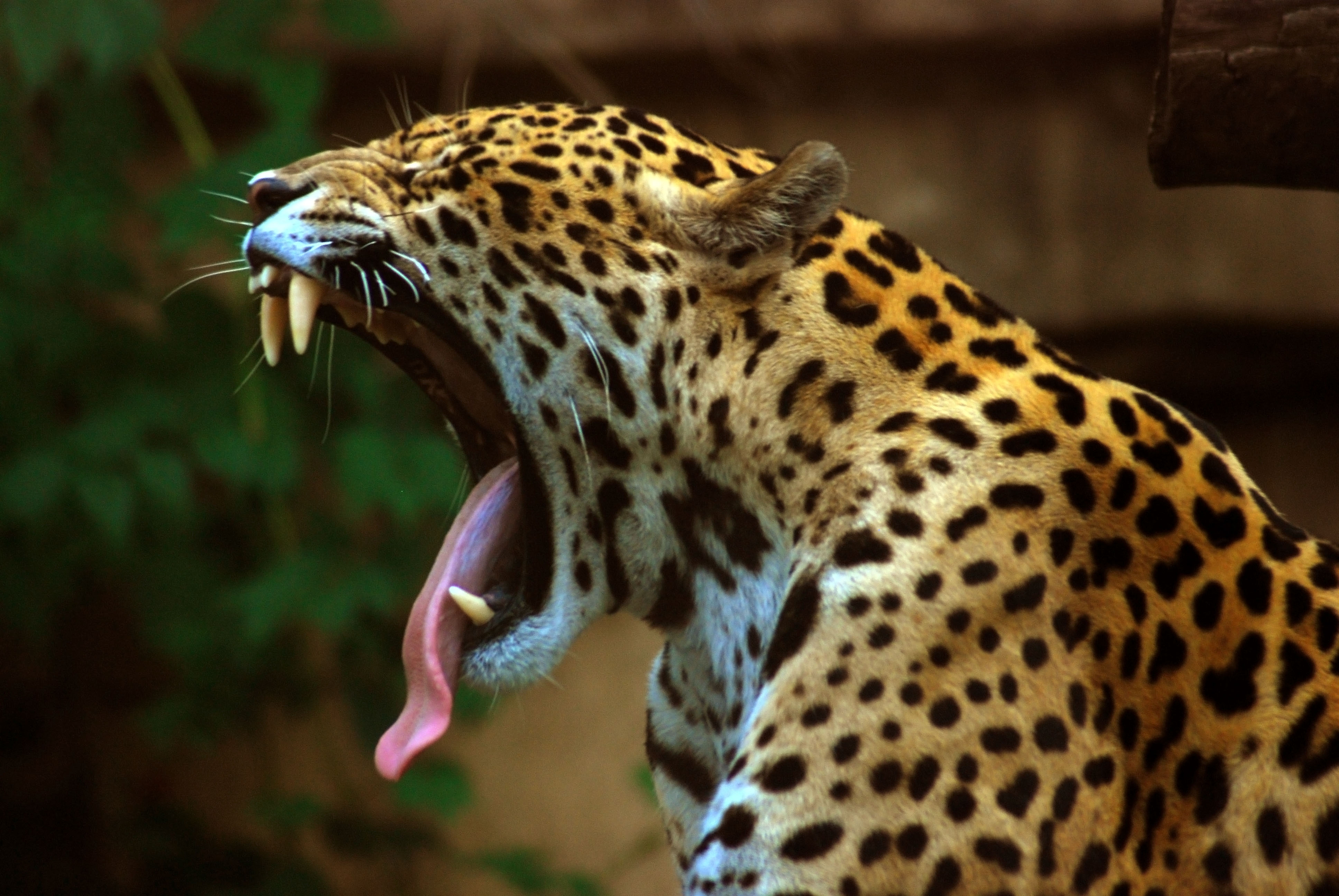
A onça-pintada tem uma mordida excepcionalmente forte que permite quebrar cascos de tartarugas.

A onça-pintada é um superpredador, o que significa que está no topo da cadeia alimentar, e praticamente, seu maior predador é o ser humano. Entretanto, filhotes podem ser mortos por outras onças, jacarés e grandes cobras da família Boidae. É considerada uma espécie-chave nos ambientes em que vive, já que é importante no controle das populações de mamíferos herbívoros e mesopredadores, contribuindo para a manutenção da integridade dos ecossistemas florestais. Entretanto, predizer qual o efeito que a onça-pintada tem no ecossistema é difícil, principalmente no que se diz respeito ao controle de mesopredadores, pois os dados devem ser comparados com ambientes em que ela não ocorre, e controlar o efeito das atividades humanas em tais ambientes. É aceito que mesopredadores aumentam de população na ausência de superpredadores, e pensa-se que isso tem um efeito cascata negativo no ecossistema. Porém, trabalhos de campo mostraram que isso pode ser uma variabilidade natural, e que o aumento populacional não se sustenta. Portanto, a hipótese de uma grande importância ecológica para os superpredadores no controle de mesopredadores não é largamente aceita.
A onça-pintada também possui um efeito em outros predadores. Ela e a onça-parda (Puma concolor), são frequentemente simpátricos e são estudadas em conjunto. Onde a onça-parda é simpátrica com a onça-pintada, o tamanho da primeira tende a ser menor que o das onça-pintadas locais. Estas últimas tendem a matar presas maiores, geralmente, com mais de 22 quilos, e a onça-parda, menores, entre 2 e 22 quilos. Esta parece ser uma situação vantajosa para a onça-parda. Sua capacidade de expandir seu nicho ecológico, incluindo, de se alimentar de presas menores, a torna mais adaptável que a onça-pintada a ambientes perturbados pelo homem; o que se reflete em sua maior distribuição geográfica e menor risco de extinção. Aparentemente, a onça-pintada e a onça-parda se evitam, mas não se pode afirmar se isso parte dos dois lados, ou apenas de um deles. É provável que a onça-parda evite a onça-pintada, dado o seu maior porte e força.

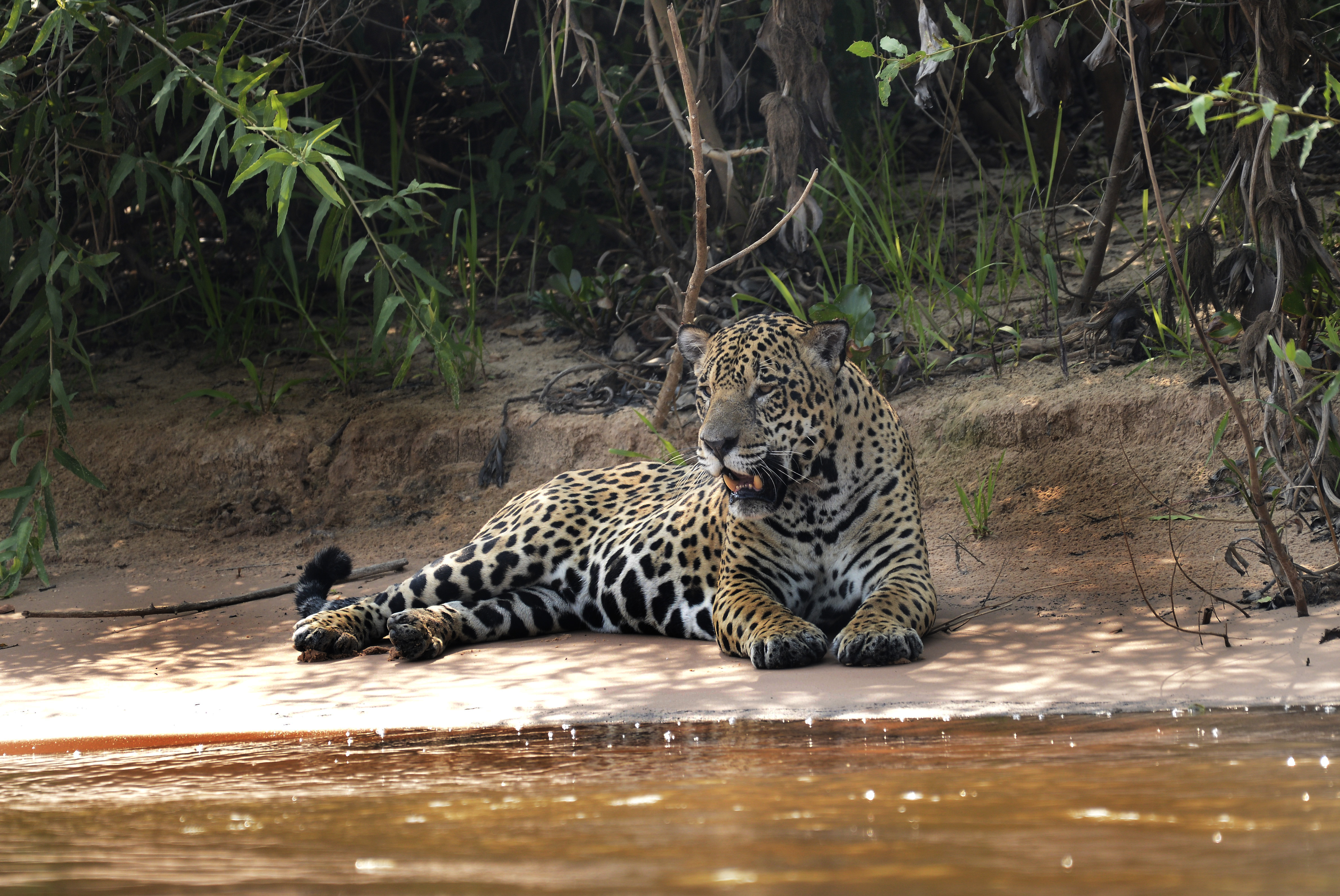
Como os outros felinos, a onça-pintada costuma dormir durante o dia.

A onça-pintada é geralmente descrita como um animal noturno, mas é, mais especificamente, crepuscular (pico de atividade é durante a madrugada ou o crepúsculo), como os outros felinos. Entretanto, pode ser observada caçando durante o dia, e a escolha de ser mais ativa à noite ou durante o dia, depende do padrão de atividade de suas presas habituais no local que vive.

### Dieta, forrageamento e caça

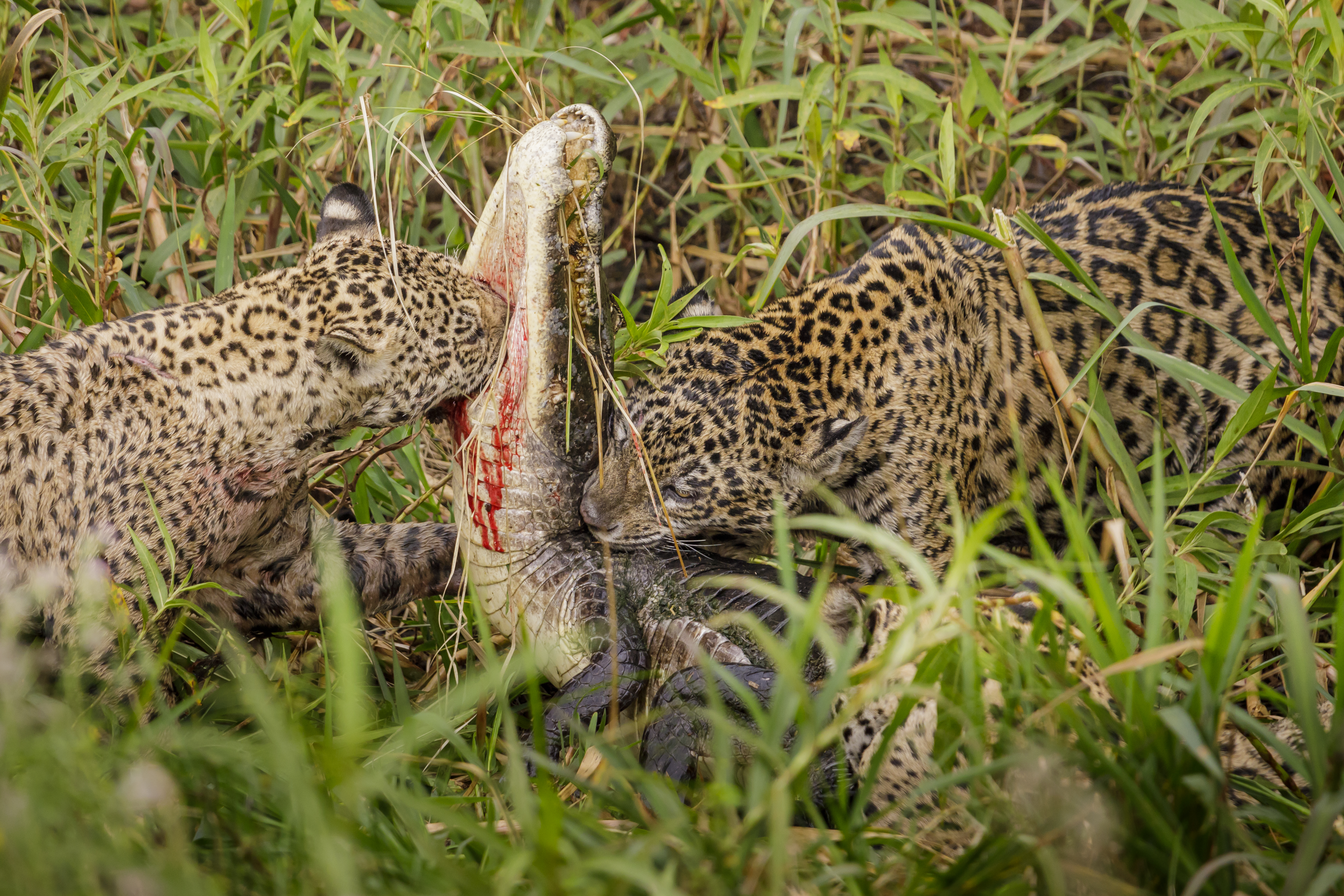
Onças-pintadas podem predar outros predadores, como o jacaré-do-pantanal.

Como todos os felinos, a onça-pintada é um carnívoro obrigatório, se alimentando somente de carne. É um caçador oportunista, e sua dieta inclui até 87 espécies de animais. A onça pode predar, teoricamente, qualquer vertebrado terrestre ou semiaquático nas Américas Central e do Sul, com preferência por presas maiores. Ela regularmente preda jacarés, veados, capivaras, antas, porcos-do-mato, tamanduás e até mesmo sucuris. Entretanto, o felino pode comer qualquer pequena espécie que puder pegar, como ratos, sapos, aves (principalmente mutuns), peixes, preguiças, macacos e tartarugas. Um estudo conduzido no Santuário de Cockscomb, em Belize, revelou que a dieta das onças era constituída principalmente por tatus (dasipodídeos; clamiforídeos) e pacas. Mas, por ter preferência a áreas próximas a cursos d'água, a onça-pintada acaba se alimentando preferencialmente de ungulados como a queixada (Tayassu pecari) e a anta (Tapirus terrestris).
Em áreas mais povoadas ou com grande número de pecuaristas, a onça-pintada preda o gado doméstico, e muitas vezes parece ter uma preferência por esse tipo de presa (no Pantanal, foi constatado que até 31,7% de sua alimentação era constituída por bezerros de gado bovino). Porém, apesar de alguns estudos sugerirem que onças que atacam o gado doméstico são machos jovens ou animais velhos, outros têm sugerido que não existe um padrão individual para determinar a preferência das onças em atacar o gado doméstico. Alguns estudos têm sido conclusivos de que a onça-pintada ataca o gado doméstico quando suas presas habituais, como a queixada (Tayassu pecari), tornam-se mais raras.

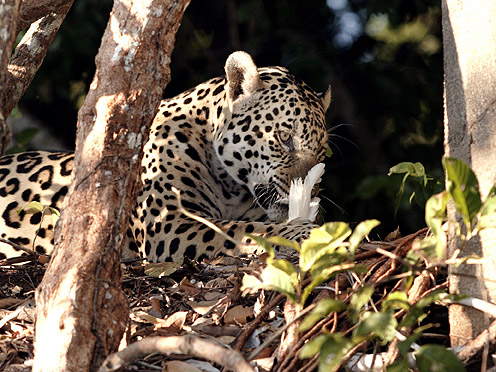
Apesar de preferir presas maiores, a onça pode comer qualquer animal, até mesmo pequenos roedores e aves.

Pelo grande porte, é capaz de se alimentar até de outros felinos de tamanho menor, como a jaguatirica (Leopardus pardalis), apesar de ser incomum. Outros carnívoros, como o lobo-guará (Chrysocyon brachyurus), o cachorro-do-mato (Cerdocyon thous), o quati (Nasua nasua) e o mão-pelada (Procyon cancrivorus) também podem ser predados pela onça-pintada, e ela é o principal predador desses animais.
A onça-pintada raramente mata com uma mordida no pescoço, sufocando a presa, como é típico entre os membros do gênero Panthera, preferindo matar por uma técnica única entre os felinos: ela morde o osso temporal no crânio, entre as orelhas da presa (especialmente se for uma capivara) com os caninos, acertando o cérebro. Isto também permite quebrar cascos de tartaruga, após as extinções do Pleistoceno, quelônios podem ter se tornado presas abundantes em seu habitat. A mordida na cabeça é empregada em mamíferos, principalmente, enquanto que em répteis, como jacarés, a onça-pintada ataca o dorso do animal, acertando a coluna cervical, imobilizando o alvo. Embora capaz de rachar o casco de tartarugas, a onça pode simplesmente esmagar o escudo com a pata e retirar a carne. Quando ataca tartarugas-marinhas que vão nidificar na praia, a onça ataca a cabeça, e frequentemente decapita o animal, antes de arrastá-la para comer. Ao caçar cavalos, a onça pode pular sobre o dorso, colocar uma pata no focinho e outra na nuca, de forma de deslocar o pescoço. Moradores de ambientes em que ocorre a onça-pintada já contaram anedotas de uma onça que atacou um par de cavalos, e depois de ter matado um, ainda arrastou o outro, ainda vivo.

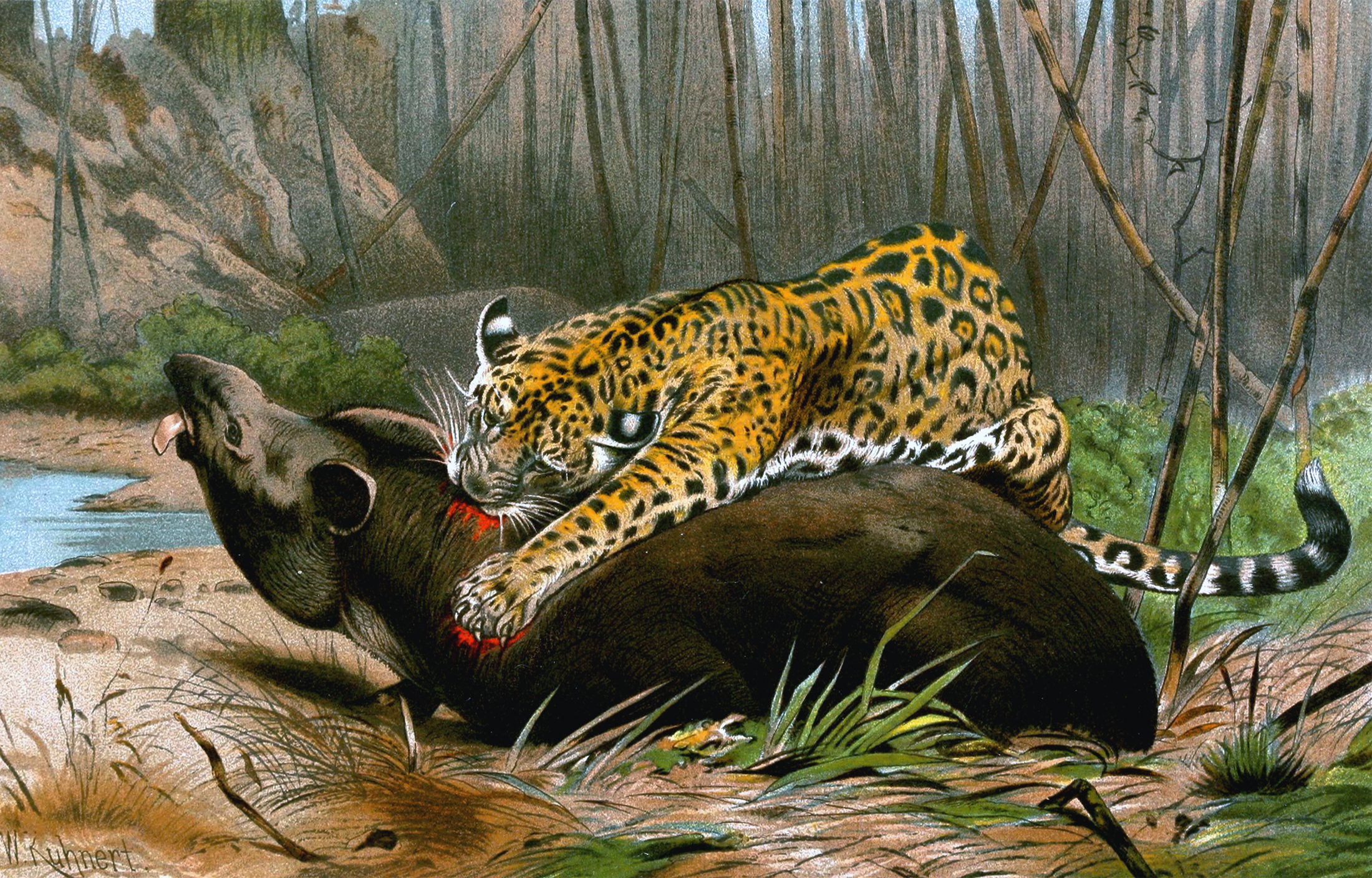
A onça-pintada mata preferencialmente com uma mordida na base da nuca.

A onça-pintada caça em espreita e formando emboscadas, perseguindo pouco a presa. O felino anda de forma lenta, ouvindo e espreitando a presa, antes de armar a emboscada ou atacá-la. Ela ataca por cima, através de algum ponto cego da presa, com um salto rápido: as habilidades de espreita e emboscada dessa espécie são consideradas inigualáveis tanto por povos indígenas quanto por pesquisadores, e tal capacidade deve derivar do papel de ser um superpredador nos ambientes em que vive. Quando arma a emboscada, a onça pode saltar na água enquanto persegue a presa, já que é capaz de carregar grandes presas nadando, sua força permite levar novilhos para a copa das árvores.
Após matar a presa, a onça arrasta a carcaça para alguma capoeira ou outro lugar seguro, podendo a arrastar por até 1,5 quilômetro. Começa a comer pelo pescoço e peito, em vez de começar pelo ventre. O coração e pulmões são consumidos, seguidos pelos ombros e ela frequentemente deixa as partes traseiras da carcaça intactas. Entretanto, bezerros podem ser consumidos completamente. Elas raramente cobrem suas carcaças com folhas, o que a diferencia da onça-parda.
A necessidade diária alimentar de um indivíduo com 34 quilos (que é menor peso encontrado em um indivíduo adulto) é de 1,4 quilos. Para animais em cativeiro, pesando entre 50 a 60 quilos, mais de 2 quilos de carne são recomendados. Em liberdade, o consumo é naturalmente mais irregular: felinos selvagens gastam considerável energia e tempo para obter alimento, e podem comer até 25 quilos de carne de uma só vez, seguidos por longos períodos sem se alimentar.
Ao contrário das outras espécies do gênero Panthera, a onça-pintada raramente ataca seres humanos. Não existem casos de onças man-eaters como é reportado para os leopardos. Muitos dos escassos casos reportados mostram que se tratavam de indivíduos velhos ou feridos, com dentes danificados ou em momentos que eram caçadas. Às vezes, se feridas ou ameaçadas, as onças podem atacar os tratadores em zoológicos.

### Território e comportamento social
Como muitos felinos, a onça-pintada é solitária, mas podem formar coalizações entre machos. Também podem formar pequenos grupos de mãe e filhotes. Adultos encontram-se somente no período de corte e acasalamento (embora socializações não relacionadas a esses eventos foram observados anedoticamente) e mantém grandes territórios para si. Os territórios das fêmeas podem se sobrepor, mas os animais geralmente se evitam nesses locais. Os territórios dos machos frequentemente englobam o de duas ou três fêmeas, variando o tamanho de acordo com a disponibilidade de recursos, e seus territórios dificilmente se sobrepõem. De fato, os territórios das onças podem variar de tamanho em diversas áreas em que elas são estudadas e pode variar de acordo com as estações do ano, como mostrado em alguns estudos no Pantanal: na fazenda Miranda, os territórios variavam de 92 a 168 quilômetros quadrados e durante a estação chuvosa, as distâncias percorridas pelos animais era bem menores do que na estação seca. Em outra fazenda no Pantanal, Acurizal, em que as cheias são menos severas do que na fazenda Miranda, os territórios eram menores e variavam de 25 a 38 quilômetros quadrados. O mesmo padrão é observado nos llanos da Venezuela.
A onça-pintada usa marcas de arranhões, urina e fezes para marcar território, além de utilizar uma série de vocalizações, incluindo rugidos, para se comunicar. Mas, comparada a outros grandes felinos, a onça-pintada faz isso com menos frequência. Foi observado, em Belize, um aumento significativo nesses comportamentos de marcação de território em áreas de disputa, quando dois machos morreram e animais mais jovens visavam conquistar o território, o que sugere que a territorialidade só é mais evidente em áreas com instabilidade demográfica.
Como outros grandes felinos, a onça é capaz de rugir e faz isso para repelir competidores: ataques com indivíduos intrusos podem ser observados em liberdade. Seu rugido lembra uma repetitiva tosse, e as vocalizações podem consistir também de grunhidos. Brigas por cópulas entre machos podem ocorrer, mas são raras, e comportamentos evitando a agressão podem ser observados. Ambos os sexos caçam, mas os machos se deslocam para mais longe do que as fêmeas, diariamente, o que é condizente com seus grandes territórios. A onça-pintada pode caçar durante o dia se existe caça disponível; é um felino relativamente enérgico, com cerca de 50 a 60% do tempo mantendo-se ativo. A natureza arredia e a inacessibilidade de seus habitats preferidos tornam a onça-pintada um animal difícil de ser avistado e de ser estudado.

### Reprodução e ciclo de vida

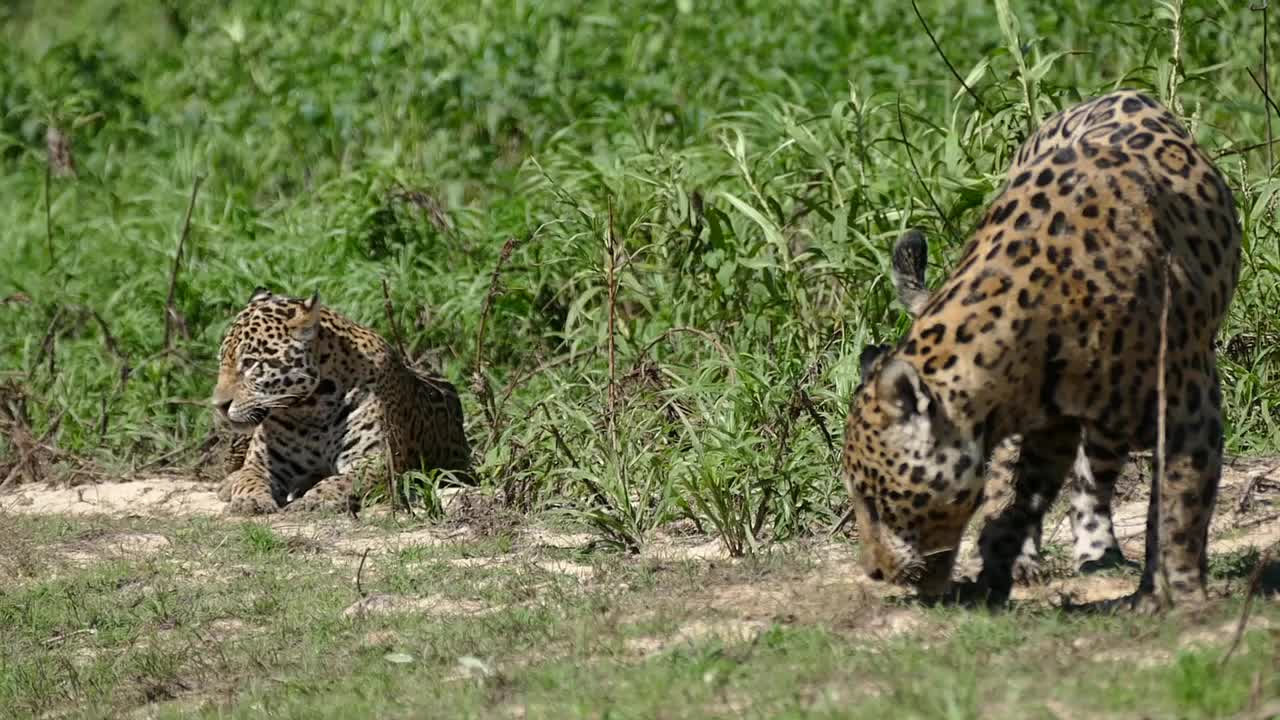
A fêmea é responsável por todo cuidado parental até 20 meses de idade.

As fêmeas da onça-pintada alcançam a maturidade sexual com cerca de 2 anos de idade, e os machos entre 3 e 4 anos. Acredita-se que esse felino copule durante todo o ano em estado selvagem, e os nascimentos podem ocorrer durante o ano todo, mas em áreas mais temperadas, eles podem se concentrar no verão. Pesquisas com machos em cativeiro corroboram a hipótese de que os acasalamentos ocorrem durante o ano todo, com nenhuma variação em características do sêmen e da ejaculação: baixo sucesso reprodutivo também tem sido observado em cativeiro. O estro dura entre 6 e 17 dias, em um ciclo de 37 dias, e fêmeas demonstram o período fértil com marcação de urina e aumento nas vocalizações. Ambos os sexos se deslocam mais durante o período da corte.
O casal se separa após o ato sexual e as fêmeas providenciam todo o cuidado parental. A gestação dura entre 93 e 105 dias: elas podem dar à luz a até quatro filhotes, mas o mais comum é nascerem dois de cada vez. A mãe não tolera a presença de machos após o nascimento dos filhotes, visto o risco de infanticídio: tal comportamento também se observa no tigre. Os filhotes nascem cegos, e abrem os olhos após duas semanas pesando entre 700 e 900 gramas. Os dentes começam a aparecer depois de um mês de idade. São desmamados após três meses, mas podem permanecer no ninho por até 6 meses, quando passam a acompanhar a mãe nas caçadas. A partir de vinte meses de idade eles dispersam do território natal e os machos raramente voltam, enquanto as fêmeas podem voltar algumas vezes. Os machos também dispersam consideravelmente mais que as fêmeas, indo até 30 quilômetros mais longe que elas. Jovens machos são primeiramente nômades, competindo com outros mais velhos até que conseguem obter um território. Deve-se salientar que essa dispersão se dá antes da maturidade sexual dos indivíduos.
Em estado selvagem, a onça-pintada vive entre 12 e 15 anos de idade, mas em cativeiro, pode viver até mais de 23 anos, sendo um dos felinos com maior longevidade. Foi reportado uma fêmea que viveu até os 30 anos de idade.

## Conservação

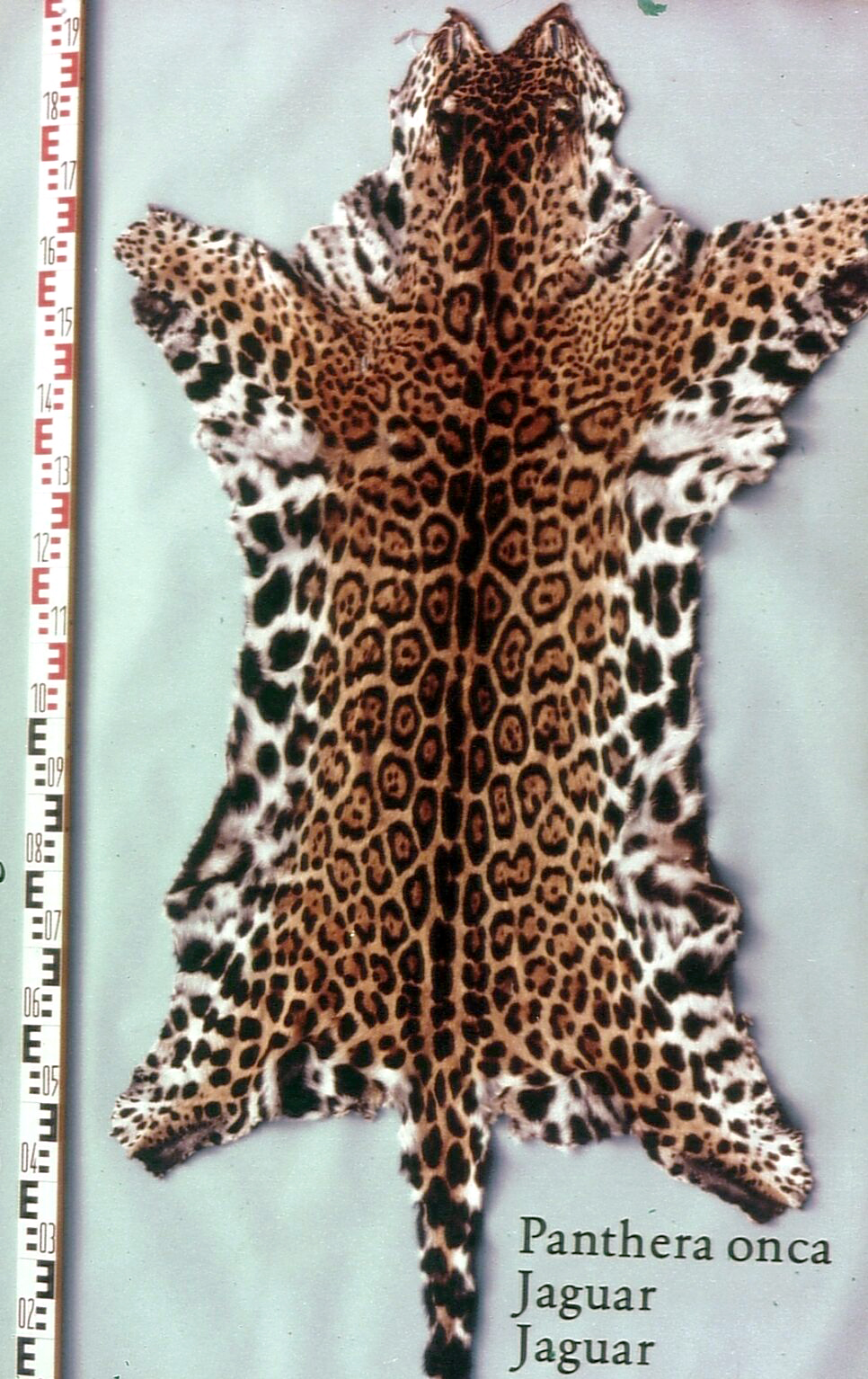
O comércio internacional de peles de onça-pintada é proibido.

Atualmente, é classificada como "quase ameaçada" visto sua ampla distribuição geográfica, pela União Internacional para a Conservação da Natureza (UICN). A onça-pintada é regulada pelo Appêndice I da Convenção sobre o Comércio Internacional das Espécies da Fauna e da Flora Silvestres Ameaçadas de Extinção (CITES): todo comércio internacional de onças-pintada é proibido. A caça é proibida na maior parte dos países onde ocorre: Argentina, Colômbia, Guiana Francesa, Honduras, Nicarágua, Panamá, Paraguai, Venezuela, Estados Unidos e Uruguai; sendo que a caça de "animais-problemas" (aqueles que atacam o gado doméstico) é permitida no Brasil, Costa Rica, Guatemala, México e Peru. Na Guiana e no Equador, a espécie carece de proteção legal.
Estudos detalhados realizados pela Wildlife Conservation Society mostraram que a espécie perdeu 37 % da sua distribuição histórica, e possui estado de conservação desconhecido em 17 % da sua área de ocorrência atual. A onça-pintada foi extinta em grande parte do extremo norte e sul de sua distribuição geográfica, assim como em algumas regiões da América Central e no nordeste, leste e sul do Brasil. Encorajador para a conservação da espécie, é que a probabilidade de sobrevivência a longo prazo é considerada alta em 70 % de seu habitat, notadamente nas regiões da Amazônia, do Gran Chaco e do Pantanal. Entretanto, apenas nesta regiões citadas a onça ainda tem chances de sobrevivência a longo prazo, enquanto que no restante de sua ocorrência, incluindo o México; a América Central; o Cerrado, a Caatinga e a Mata Atlântica, no Brasil; ela encontra-se em algum grau de ameaça de extinção a curto e médio prazo. As estimativas populacionais variam ao longo da distribuição geográfica, sendo que em Belize, estimou-se que existiam cerca de 600 a mil onças no país; no México, há variação do grau de conservação ao longo do país , sendo que, em 1990, por exemplo, na província de Chiapas, havia 350 onças; e na Reserva da Biosfera Maya na Guatemala havia entre 465-550. Na Argentina, ela ainda ocorre na província de Misiones, área ainda densamente florestada, mas que tem mostrado não ser suficiente para proteger as onças restantes: calculava-se uma população entre 25 a 53 animais em meados dos anos 2000, com densidades frequentemente mais baixas do que era reportado na região do Parque Nacional Iguazú, no início dos anos 1990.
As maiores ameaças à onça-pintada são a fragmentação de seu habitat e a caça. A caça a suas presas habituais e consequente diminuição da densidade dessas em seu ambiente, também impacta negativamente as populações de onças. Em áreas mais alteradas pelo homem, atropelamentos em rodovias que cortam unidades de conservação são também fatores que diminuem significativamente as populações.
A caça para o comércio de peles já foi um grande problema na conservação da espécie: na década de 1960 houve uma diminuição significativa no número de indivíduos, pois anualmente mais de 15 mil peles foram exportadas ilegalmente da Amazônia Brasileira. A implementação da Convenção sobre o Comércio Internacional das Espécies da Fauna e da Flora Silvestres Ameaçadas de Extinção, em 1973, resultou numa forte queda do comércio de peles.

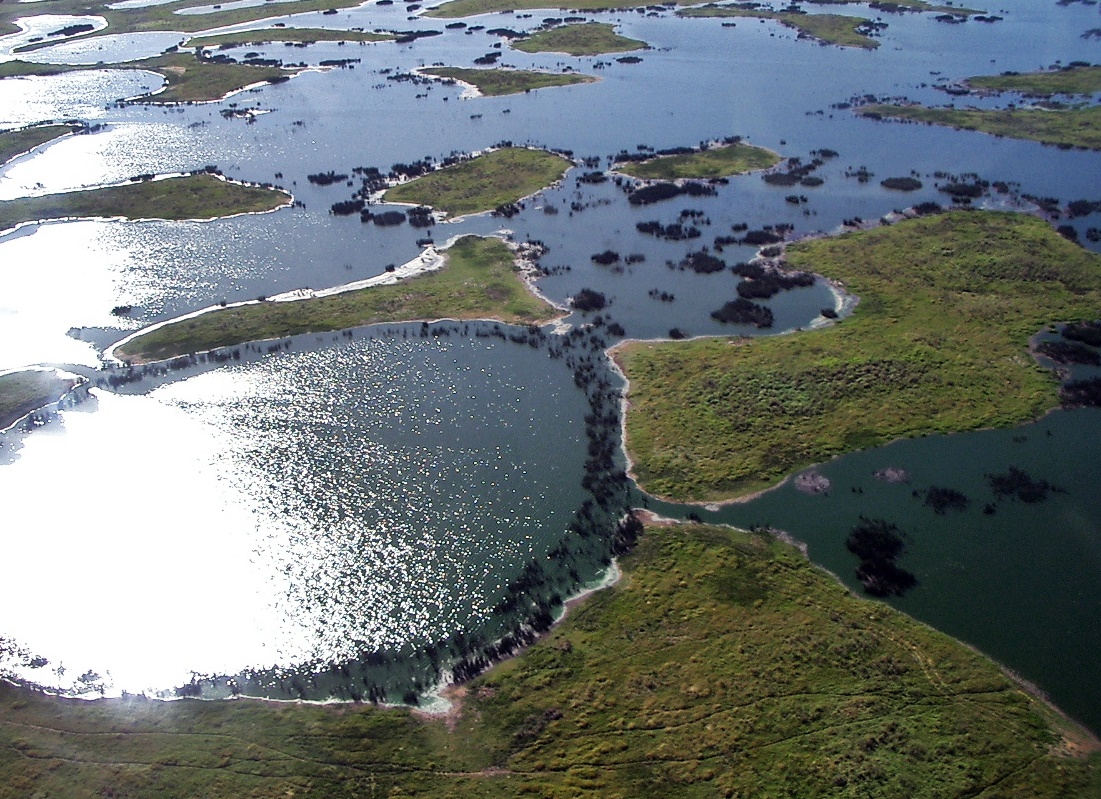
O Pantanal, no Brasil, é uma das áreas em que existem as maiores populações de onça-pintada.

Entretanto, é a caça por parte de fazendeiros, que consideram o animal uma ameaça às criações de gado, uma das atividades que mais tem contribuído para extinções locais da espécie. Em áreas próximas a grandes populações humanas, como em Guaraqueçaba, as onças-pintadas acabam apresentando uma preferência pelo gado doméstico, talvez por uma diminuição na densidade populacional de suas presas habituais, o que acaba incomodando os criadores de gado. No Pantanal, esta atividade é parte da cultura local. A maior parte da caça acontece por conta de retaliações posteriores a ataques de onças ao gado. Mas também são frequentes as caçadas "desportivas" (assim como da onça-parda) mesmo sendo ilegal em muito dos países que habita, principalmente no Brasil. Por causa desse tipo de relação a onça é considerada um animal problema para muitos dos habitantes de sua área de distribuição. Por outro lado, é uma importante espécie bandeira para a comunidade científica, o que pode ser fonte de conflitos entre essas duas "culturas" e pode dificultar as estratégias de conservação que buscam evitar a caça. Já houve situações em que estudos de ecologia tiveram que ser interrompidos, pois os animais estudados foram mortos por caçadores, como foi o caso dos estudos de George Schaller em 1980. Por isso, as principais estratégias na conservação da onça-pintada são a educação ambiental e uma integração entre pesquisadores e os habitantes das áreas que ela ocorre. Em algumas localidades do Pantanal tal integração vem ocorrendo, se mostrando eficiente nos esforços de conservação e estudos da biologia da espécie. Essa integração conta com a colaboração de ex-caçadores e as onças são estudadas com eficientes métodos de caça utilizando cães, armadilhas fotográficas e telemetria com rádio-colares. Alguns autores sugerem que a caça manejada poderia ser uma importante estratégia na conservação da onça-pintada.
Como observado na região da Mata Atlântica, as estratégias de conservação da onça-pintada são dificultadas pela intensa fragmentação de seu habitat em algumas regiões. Algumas unidades de conservação em que existem onças em pequeno número estão isoladas, como nos casos da Reserva Biológica de Sooretama e da Reserva Natural Vale, que contam com populações de menos de 20 indivíduos e são os únicos fragmentos de floresta capazes de abrigar onças-pintada no Espírito Santo. Por isso é necessário que se criem corredores ecológicos unindo as unidades de conservação, impedindo, inclusive, que os animais precisem sair de áreas florestadas e causem problemas às populações rurais. Foi criada uma iniciativa, idealizada por Alan Rabinowitz, de que se unam todas as áreas de ocorrência da onça-pintada, desde o norte do México até a América do Sul, constituindo o chamado Paseo del Jaguar. A onça-pintada possui uma grande população em cativeiro, pois é um animal popular em zoológicos e coleções particulares e se reproduz com relativa facilidade nessas condições.

### Conservação no Brasil
O Brasil detém cerca de 50% das populações de onça-pintada em estado selvagem, a maior parte delas na Amazônia. É no Brasil em que se foi registrada as maiores densidades da espécie, também. Ela ocorre em todos os biomas brasileiros (exceto nos Pampas, onde foi extinta), com diferentes estados de conservação em cada um destes. Estima-se que existam até 55 mil indivíduos em todo o Brasil, mas com uma população efetiva inferior a 10 mil. Estudos demográficos concluíram que uma população de mais de 200 indivíduos em uma unidade de conservação é adequada para uma sobrevivência a longo prazo da espécie, mas a maior parte destas áreas protegidas está na Amazônia e no Pantanal. Na Mata Atlântica nenhuma população é viável por mais de 100 anos.
Dada esta situação, a onça-pintada é listada como "vulnerável" pelo Instituto Chico Mendes de Conservação da Biodiversidade (Portaria MMA N.º 444 de 17 de dezembro de 2014). Entretanto, seu estado de conservação varia pelo país, sendo considerada "criticamente em perigo" nos estados de São Paulo, Minas Gerais, Espírito Santo, Bahia, Rio de Janeiro e Paraná e "em perigo" em Santa Catarina, o que alerta para uma extinção da espécie nesses estados em um futuro muito próximo.
Na Mata Atlântica, a população total não ultrapassa estimativas entre 156 e 180 indivíduos, e a população efetiva não é de mais de 50 indivíduos, sendo classificada como "criticamente em perigo". Neste bioma os locais com as maiores populações de onça-pintada são a Serra do Mar (estimativas entre 31 a 51 animais adultos), o Parque Nacional do Iguaçu e o Parque Estadual do Turvo (que são contínuos por meio do "Corredor Verde", da província de Misiones, na Argentina, possuindo juntos estimativas de no máximo 32 indivíduos adultos), o Pontal do Paranapanema (principalmente no Parque Estadual do Morro do Diabo), o Parque Nacional de Ilha Grande e as várzeas do rio Ivinhema (essas três áreas juntas têm estimativas em torno de 52 onças). Em Minas Gerais a maior população está no Parque Estadual do Rio Doce, com apenas 13 animais. Além do número baixo de indivíduos houve drástica redução na população de onça-pintada na Mata Atlântica em tempos recentes. Em menos de 15 anos é provável que ela tenha se reduzido em até 87 % na região de Foz do Iguaçu. Também foi extinta entre 1960 e 1990 do litoral de Santa Catarina e Rio Grande do Sul e algumas projeções apontam para a extinção da onça em 88 anos na região do Alto Paraná. Em outras regiões, a espécie está completamente restrita a unidades de conservação e em número muito reduzido: no Parque Nacional do Monte Pascoal, a estimativa está entre 1 e 5 animais, e apenas um indivíduo deve ocorrer na Serra do Espinhaço. A Mata Atlântica é o bioma tropical com maior probabilidade de extinção da onça-pintada a curto prazo, e apesar de 24% dos remanescentes de floresta serem adequados para a ocorrência da espécie, ela ocorre em apenas 7% deles. Ademais, a recuperação das populações de onça-pintada, neste bioma, é problemática, visto o alto grau de degradação e perda de habitat: é necessária a integração, via corredores ecológicos, das unidades de conservação onde ela ainda ocorre. No Rio de Janeiro, uma onça-pintada foi registrada por armadilhas fotográficas no Santuário da Vida Silvestre da Serra da Concórdia, em Valença.
Na Caatinga, a situação também é crítica, com estimativas não ultrapassando 250 indivíduos adultos, apesar de que pouco se conhece acerca da demografia da onça-pintada neste bioma. A população está dividida em 5 subpopulações, sendo que apenas as que ocorrem no complexo dos parques nacionais da Serra da Capivara e da Serra das Confusões (que juntas somam até 78 indivíduos adultos), no Piauí, e a região de Boqueirão da Onça, na Bahia (com até 64 animais adultos), possuem boas perspectivas de sobrevivência a longo prazo. Nestes parques, a densidade de onças ultrapassa 2 indivíduos por 100 quilômetros quadrados, entretanto, ela é muito baixa em outras regiões, não chegando a 0,5 indivíduo por 100 quilômetros quadrados. A Chapada Diamantina é outra região onde ainda pode ocorrer onças em números significativos, embora as densidades sejam baixas (estima-se que existam no máximo 25 onças na região). Essas três subpopulações não parecem ser inteiramente isoladas entre si, o que daria melhores perspectivas para a sobrevivência da onça nessas regiões. Por fim, as duas últimas subpopulações, no Raso da Catarina e em Bom Jesus da Lapa são as mais severamente ameaçadas, possuindo apenas 8 e 5 animais adultos, respectivamente, além de serem as mais isoladas entre si. Além da crescente perda de habitat (mais de 60% da caatinga já foi alterada pelo homem), a onça-pintada na caatinga é ameaçada pela caça, principalmente como forma de retaliação por fazendeiros e a diminuição das presas disponíveis, o que é uma constante mesmo em áreas relativamente isoladas e protegidas.

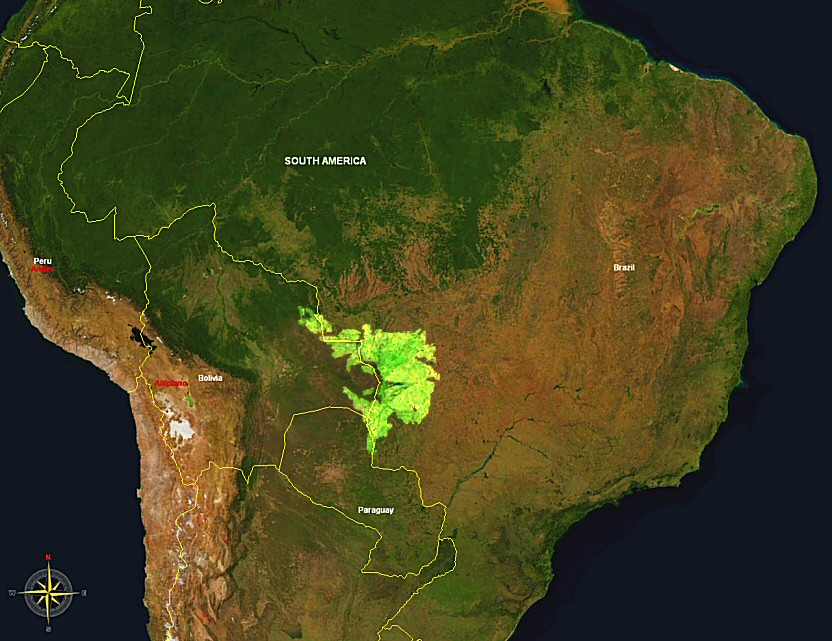
Extensão e localização do Pantanal, bioma estratégico na conservação do felino.

No Cerrado, a onça-pintada é classificada como em melhor situação do que na Caatinga e na Mata Atlântica. Entretanto, ela também está ameaçada, principalmente por conta do agronegócio, que converteu mais da metade do Cerrado em campos cultivados nos últimos 50 anos. A construção de usinas hidrelétricas e a mineração também são causas de perda do habitat. A caça como forma de retaliação por fazendeiros e a diminuição de presas disponíveis são ameaças diretas às populações remanescentes, mesmo em áreas protegidas. As estimativas são de que não existam mais de 323 indivíduos adultos, divididos em 11 subpopulações. A maior parte das onças do Cerrado encontra-se no complexo dos parques nacionais do Araguaia (cerca de 53 onças) e das Nascentes do Rio Parnaíba (estimativas de até 69 adultos), no complexo dos parques nacionais do Grande Sertão Veredas e Cavernas do Peruaçu (os dois juntos contam com até 56 onças) e no norte de Goiás e sul do Tocantins (as duas regiões somadas contam com 61 adultos). Outras subpopulações significativamente menores incluem as dos parques nacionais da Serra da Bodoquena (seis adultos), Emas (sete adultos) e Chapada dos Guimarães (estimativa de até 19 onças adultas) e o Parque Estadual do Mirador (com até 20 animais adultos).
O Pantanal possui uma das maiores densidades registradas da onça-pintada (entre 6,5 e 7 indivíduos por 100 quilômetros quadrados). Além, disso, este bioma foi pouco alterado pelo homem, apesar de na bacia do Alto Paraguai mais de 50% da vegetação já ter sido alterada. Essa situação coloca a onça-pintada no Pantanal como "quase ameaçada", situação melhor que no Cerrado ("em perigo"), na Mata Atlântica e Caatinga (ambas em situação "crítica"). Visto ser região com criação de gado, a caça como retaliação por conta de ataques ao gado, é uma das maiores ameaças. Entretanto, em unidades de conservação do Pantanal, como o Parque Nacional do Pantanal Matogrossense, a onça-pintada tem boas perspectivas de sobrevivência a longo prazo.

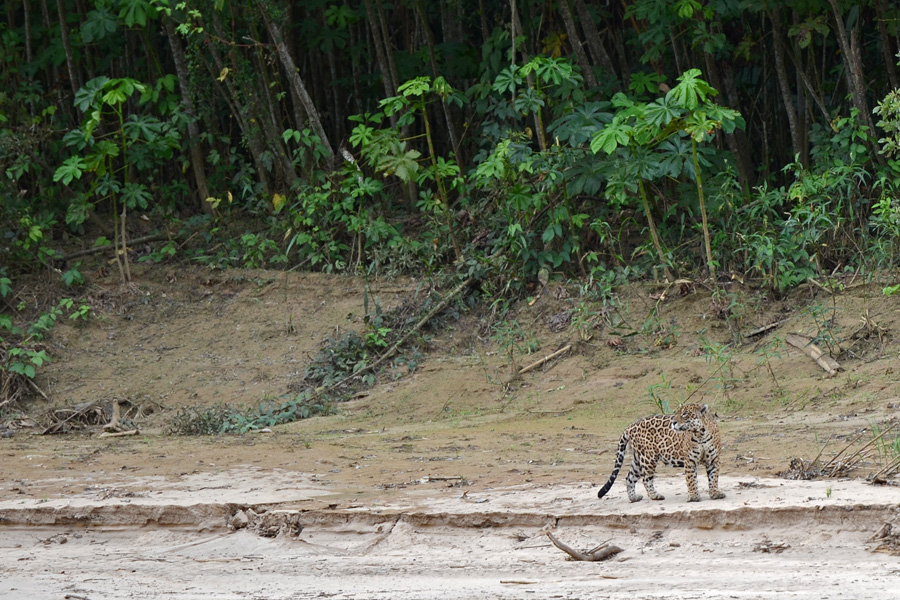
Onça-pintada na Amazônia, região com boas chances de sobrevivência da espécie.

Na Amazônia, apesar de ser estimado ocorrerem mais de 10 mil indivíduos adultos (a maior estimativa para todos os biomas), com uma densidade média de 1 a 2 onças a cada 100 quilômetros quadrados (com maior densidade em áreas alagáveis bem preservadas), é considerada como "espécie vulnerável": o crescente desmatamento, a caça e a diminuição de presas disponíveis colocam a onça-pintada em algum grau de ameaça na Amazônia brasileira. As populações não estão separadas, mas em um futuro próximo ela pode estar divida entre 4 ou 5 subpopulações. Destas, 4 estariam no "arco do desflorestamento", e se o atual ritmo de desmatamento continuar, as populações do sudoeste de Rondônia, nordeste do Mato Grosso e norte do Maranhão estarão extintas em 100 anos (há chance de sobrevivência apenas das populações no sul do Pará). No século XX, principalmente nos anos 60, a grande ameaça à onça-pintada na Amazônia era o comércio internacional de peles, atividade que está proibida atualmente. Ainda assim, a espécie vem sendo caçada como troféu e também por conta de conflito de interesses com fazendeiros de gado. A diminuição das presas disponíveis também se constitui em ameaça importante.
Um plano nacional para a conservação da espécie foi estabelecido em 2009. A onça-pintada ocorre em pelo menos 91 unidades de conservação brasileiras, e destas, foram definidas 20 unidades de conservação como prioritárias para a conservação da onça-pintada no Brasil, entre terras indígenas, áreas de uso sustentável e de proteção integral. Embora na Amazônia e Pantanal grande parte da vegetação seja contínua, isso não ocorre nos outros biomas, principalmente na Mata Atlântica, o que torna necessário estudos de ecologia da paisagem para a aplicação do plano. Com a aplicação desse plano, com a integração das várias unidades de conservação da onça-pintada, é possível salvar a espécie da extinção, principalmente por conta de ainda existirem populações saudáveis e viáveis a longo prazo no Brasil.

### Conservação nos Estados Unidos
Nos Estados Unidos, a onça-pintada foi citada, historicamente, por Thomas Jefferson em 1799. Há inúmeras citações da espécie na Califórnia, duas tão ao norte quanto Monterey em 1814 (por Langsdorff) e em 1826 (por Beechey). O povo Kumeyaay de San Diego e o povo Cahuilla de Palm Springs tinham palavras para a onça-pintada e ela ocorreu neste locais até 1860. A única descrição de uma ninhada de onças nos Estados Unidos foi nas Montanhas Tehachapi da Califórnia, antes de 1860. Em 1843, Rufus Sage, um explorador e experiente observador registrou a presença da onça-pintada na nascente do rio Platte Norte, ao norte do Longs Peak no Colorado. O mapa de Sebastião Caboto de 1544 tinha um desenho de onça-pintada nos vales da Pensilvânia e Ohio. Historicamente, a espécie foi registrada no leste do Texas, norte do Arizona e Novo México. Entretanto, desde a década de 1940, a onça-pintada tem se limitado ao sul desses estados. Artefatos de nativos americanos relacionados a esse felino sugerem uma ocorrência desde o Noroeste Pacífico até a Pensilvânia e a Flórida.
Atualmente os registros de onça-pintada nos Estados Unidos se resumem a avistamentos eventuais de machos, provavelmente não residentes. A espécie foi rapidamente eliminada nos Estados Unidos. A última fêmea foi morta em 1963, nas White Mountais, no Arizona. A caça da onça-pintada foi proibida em 1969, mas já não restava nenhuma fêmea e os únicos dois machos encontrados foram mortos. Em 1996, Warner Glenn, um fazendeiro e guia de caça de Douglas, encontrou uma onça-pintada nas Montanhas Peloncillo e se tornou um pesquisador da espécie, instalando câmeras que registraram outros quatro indivíduos. Nenhum desses machos registrados no Arizona durante 15 anos foram avistados desde 2006. Até que em 2009 o indivíduo nomeado "Macho B" morreu, logo após ter sido marcado pelo Arizona Game and Fish Department. Em 2011, um macho de cerca de 90 quilos foi fotografado perto de Cochise, sul do Arizona, após ter sido detectado por cães. Um segundo avistamento aconteceu em 2011, também no Arizona, e pesquisadores confirmaram a presença de dois indivíduos próximo à fronteira com o México em 2010. Em setembro de 2012 outro indivíduo foi fotografado na Serra de Santa Rita do Arizona, o segundo registro em dois anos. Aparentemente esse mesmo indivíduo foi fotografado inúmeras vezes em 9 meses, até junho de 2013.
Em 1996 e 2004, guardas florestais no Arizona fotografaram e documentaram onças-pintadas na parte sul do estado. Entre 2004 e 2007 dois ou três onças foram reportadas por pesquisadores no sul do Arizona: um deles, chamado "Macho B", já havia sido avistado em 1996. Em 2 de março de 2009, descobriu-se que esse indivíduo, "Macho B", possuía insuficiência renal, e foi eutanasiado. É a onça-pintada com maior longevidade em estado selvagem. Para que exista uma população permanente e viável nos Estados Unidos, a proibição da caça, a existência de presas e a conectividade com populações do México são essenciais. Em 25 de fevereiro de 2009, um macho de 53,5 quilos foi capturado e marcado em um área a sudoeste de Tucson, que é uma região mais ao norte do que esperado, que tinha sugerido a possibilidade de existir alguma população residente no sul do Arizona. Entretanto, estudos com armadilhas fotográficas, confirmaram que esse era o mesmo macho encontrado na Serra de Santa Rita, e que provavelmente é um indivíduo proveniente do noroeste do México. Atualmente, ele é considerado o único exemplar de onça-pintada nos Estados Unidos, e foi nomeado El Jefe (O chefe, em espanhol). O muro fronteiriço Estados Unidos-México pode inviabilizar o estabelecimento de populações de onça-pintada nos Estados Unidos, já que pode impedir o fluxo gênico com indivíduos do México.

## Aspectos culturais

### Culturas mesoamericanas

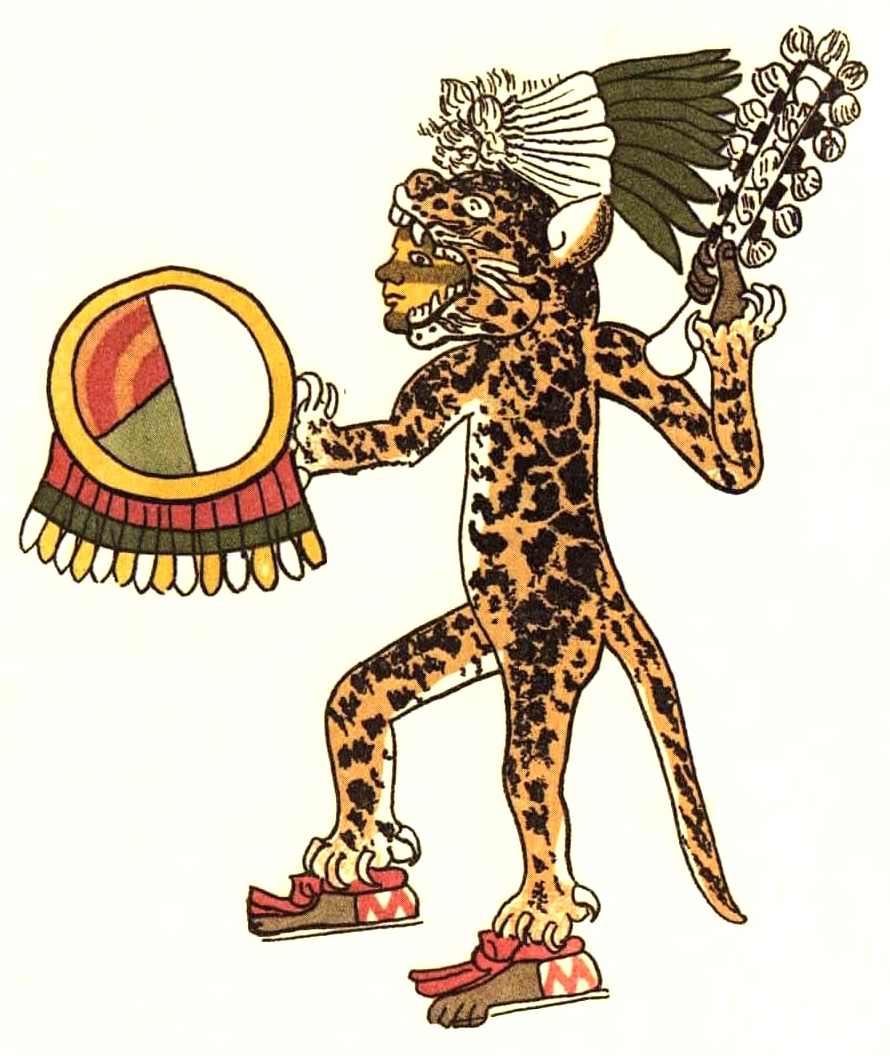
Guerreiro-jaguar na cultura asteca.

Nas culturas pré-colombianas das Américas Central e do Sul a onça-pintada foi um símbolo de força e poder. Entre as culturas andinas, o culto ao jaguar foi disseminado pela cultura Chavín e passou a ser aceito na maior parte do que é hoje o Peru a partir de 900 a.C. A cultura Moche, do norte do Peru, utilizava a onça como símbolo de poder em muitas das suas cerâmicas.
Na Mesoamérica, a cultura Olmeca, precoce e influente na região da costa do Golfo do México, aproximadamente contemporânea da Cultura Chavín, desenvolveu um distinto "homem-jaguar" motivo de esculturas e figuras que mostram onças estilizadas ou seres humanos com características de onça. Na Civilização maia, acreditava-se que a onça-pintada facilitava a comunicação entre os vivos e os mortos e protegia a família real. Os maias viam esses felinos poderosos como os seus companheiros no mundo espiritual. Uma série de governantes maias tinham nomes que incorporavam a palavra maia para a onça-pintada, b'alam. A civilização asteca compartilhou essa imagem do jaguar como representante do governador e como guerreiro. Os astecas formaram uma classe de guerreiros de elite conhecidos como guerreiros jaguares. Na mitologia asteca, a onça-pintada foi considerada o animal totêmico do poderoso deus Tezcatlipoca.

### Cultura contemporânea

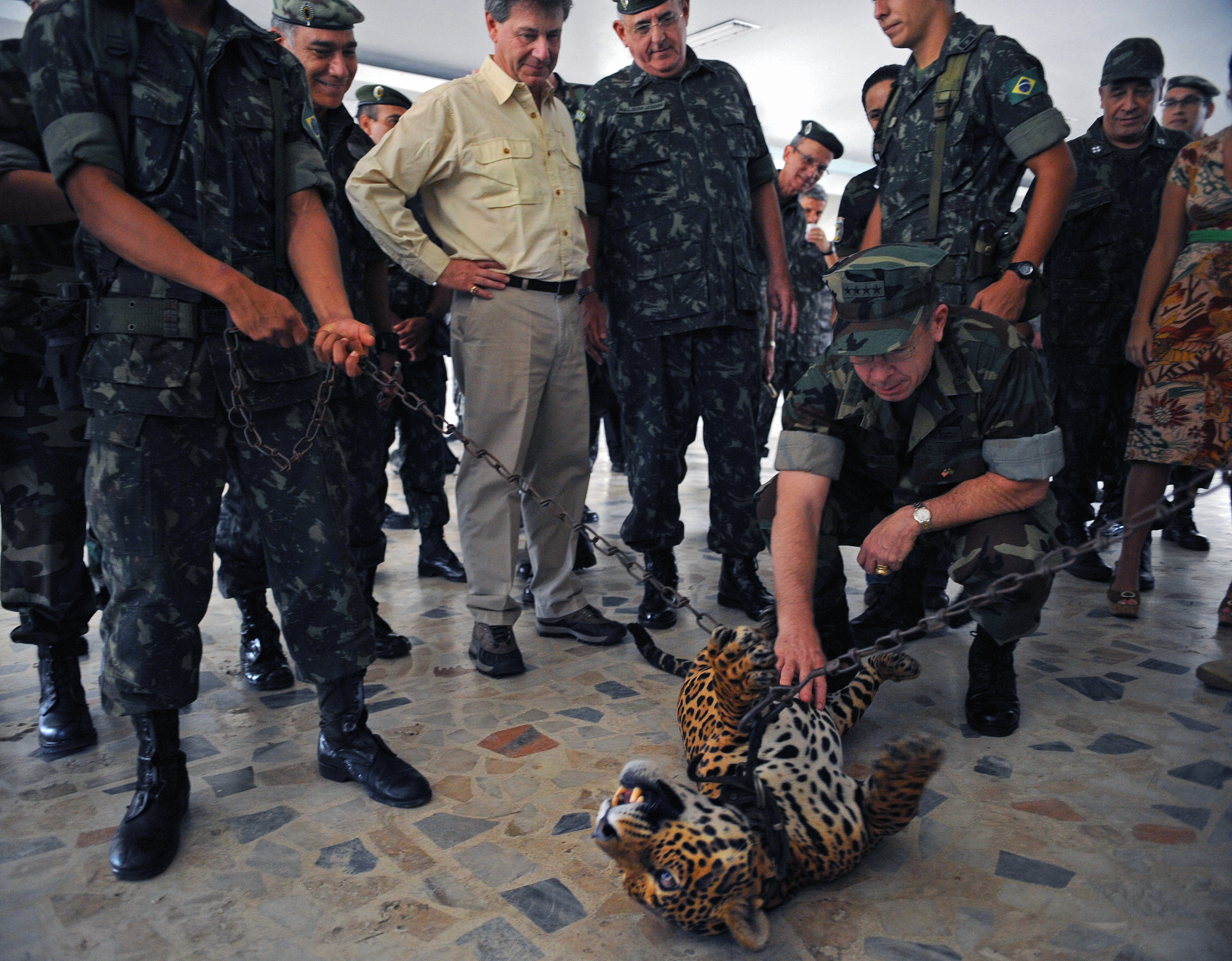
O Exército brasileiro mantém onças como mascote.

A onça-pintada ainda é amplamente usada em manifestações simbólicas. Interessante notar que ela "ofusca" a presença de outros predadores aos moradores dos locais em que habita: a onça-pintada certamente é um dos animais mais conhecidos da fauna brasileira, fazendo com que a "outra onça", a onça-parda, seja completamente ignorada em algumas ocasiões. É o animal nacional da Guiana, e é representada em seu brasão. A bandeira do Departamento do Amazonas, da Colômbia, representa uma silhueta preta de onça pulando em direção a um caçador. A onça-pintada também é representada na cédula de cinquenta reais, no Brasil. Dado sua associação à força e ferocidade, o 61.º Batalhão de Infantaria de Selva do Exército Brasileiro, em Cruzeiro do Sul, possui uma onça-pintada como mascote e é relativamente comum que ela seja usada como mascote pelas Forças armadas do Brasil, principalmente em batalhões na região amazônica.
Mesmo em indígenas sul-americanos contemporâneos a onça faz parte da mitologia e folclore, sendo um animal que é capaz de dar aos homens, o poder sobre o fogo. Os guaranis a consideram um animal perigoso, e muitas vezes considerada um inimigo de toda a humanidade, capaz de destruí-la inteira. Dado isso, entre os guaranis, matar uma onça é uma forma de mostrar que não se é mais criança, e isso confere um status social elevado na comunidade. Deve-se salientar que essa visão contrasta com a de populações urbanas atuais, que muitas vezes possui uma visão romântica de como seria um encontro com uma onça-pintada. Ser um bom caçador de onças também confere elevado status social entre os homens guató, que podem até mesmo ter várias esposas dado uma elevada posição entre os caçadores.

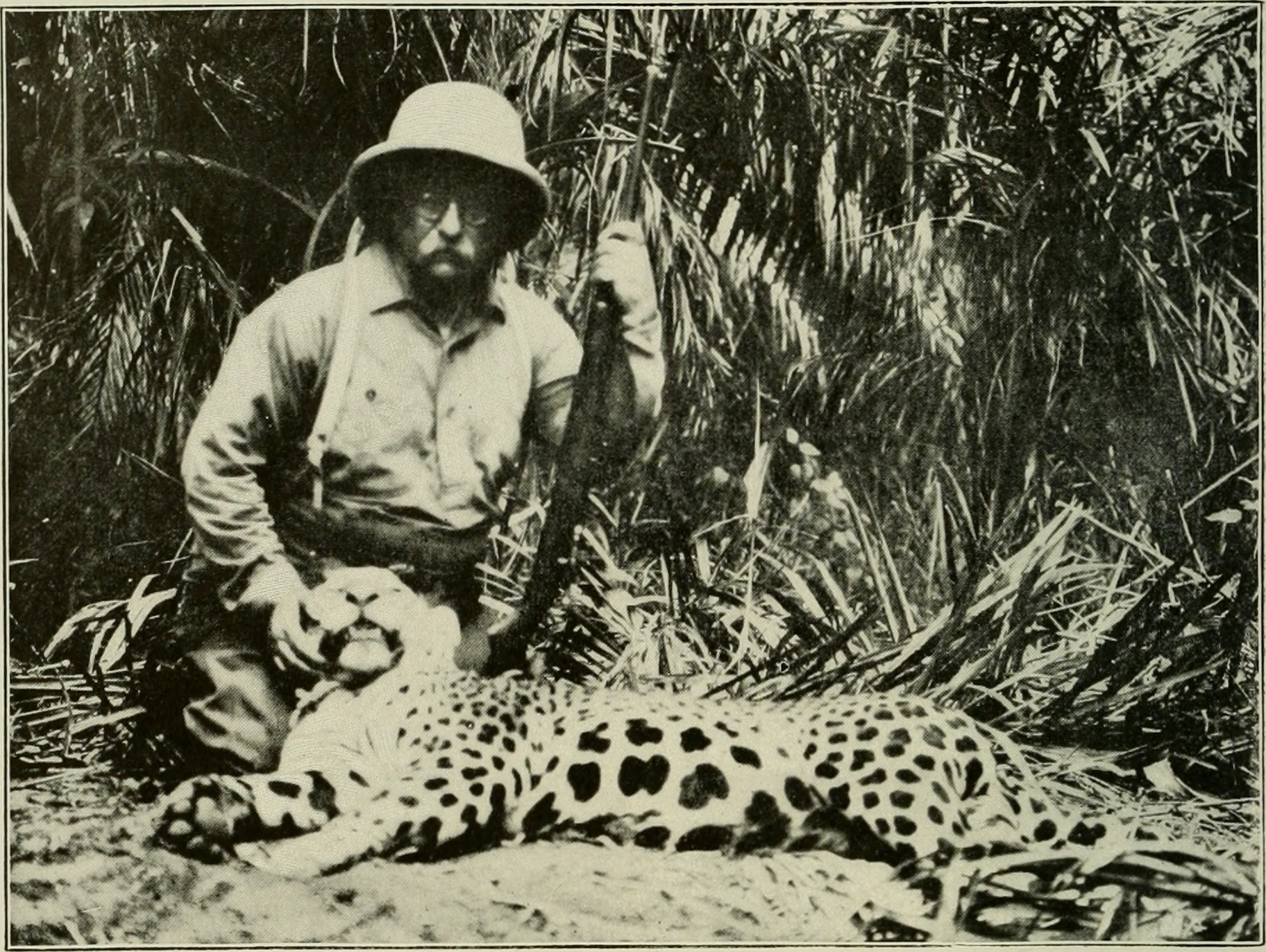
Onça-pintada morta pelo ex-presidente americano Theodore Roosevelt.

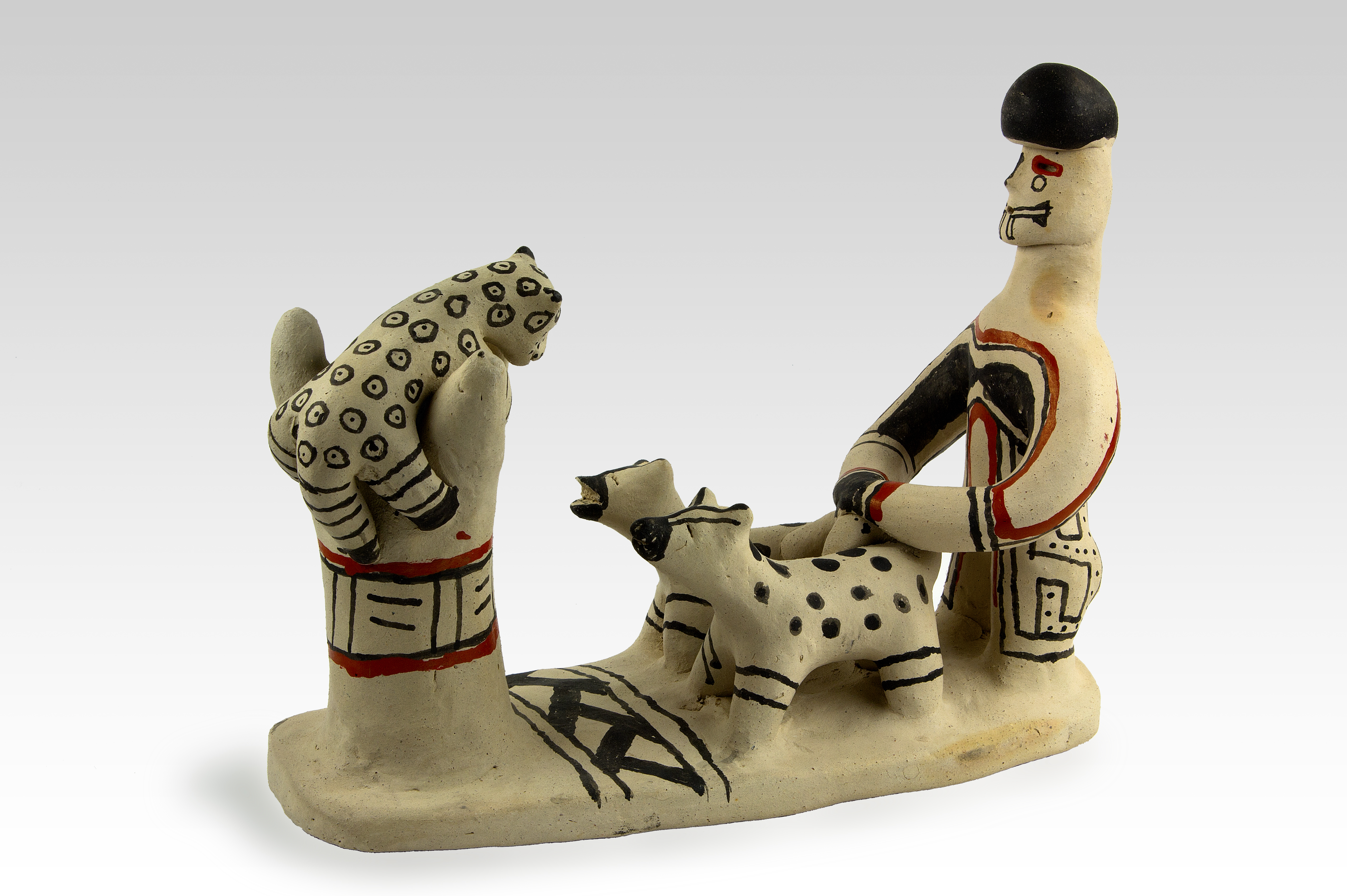
Representação de caçada com cães, Ilha do Bananal, Tocantins – MHNT.

Para alguns povos da Bacia Amazônica, a onça-pintada simboliza o sexo, reprodução e fuga da morte, sendo uma inimiga do tamanduá-bandeira, considerado um trickster. Em um conto do povo Shipibo-conibo, a onça-pintada foi desafiada pelo tamanduá a ficar mais tempo debaixo d'água sem respirar, e após ela aceitar e submergirem, o tamanduá roubou sua pele como travessura, e deixou sua para o grande felino: a partir de então, a onça e o tamanduá passaram a ser inimigos.
Apesar dos raros registros de humanos atacados pela onça-pintada e de a espécie ser vista como um animal belo, ela é tida como um animal perigoso. Muitas vezes, ela é responsabilizada por qualquer morte de animal doméstico, mesmo que não seja responsável. Dado esse "perigo", não raro ser um "caçador de onça" pode ser símbolo de status, não somente entre povos indígenas atuais, mas também entre fazendeiros e funcionários de propriedades rurais, principalmente no Pantanal. Entre pantaneiros, saber como caçar uma onça demonstra astúcia e coragem, dadas as dificuldades relacionadas a essas caçadas. Esses valores relacionados à onça-pintada, tanto entre povos indígenas e descendentes de europeus, se relacionam a uma mistura de medo, respeito e admiração pelo animal Por isso, caçar uma onça-pintada é uma atividade carregada de simbolismo, representando muitas vezes, um enfrentamento entre "homem e natureza".
A zagaia, uma lança construída especificamente para matar onças, possui extremo valor simbólico neste contexto, pois é um instrumento frágil e que coloca o caçador em uma posição vulnerável em comparação ao animal. Ela também tem um importante componente indígena e inspirou até mesmo caçadores estrangeiros, como Sasha Siemel, em seu livro Tigrero!. O ex-presidente norte-americano Theodore Roosevelt também viu na caça à onça-pintada fonte de inspiração para seus ideais sobre a caça esportiva e os estudos sobre a natureza.
A caça à onça-pintada também tem outras manifestações simbólicas, não diretamente relacionadas a essa atividade, como é o caso do personagem "amigo da onça", criado por Péricles de Andrade Maranhão, e que representa a figura de um "falso amigo", ou o conto de Guimarães Rosa, Meu Tio o Iauaretê, que conta a história de um caçador de onças e sua conflituosa relação com o "mundo dos homens", passando a se tornar uma onça também.
Associações simbólicas do felino não se relacionam somente à comunidades locais a sua ocorrência e à caça. O sinônimo de onça-pintada, "jaguar", é utilizado amplamente em nomes de marcas, como no carro Jaguar. Esse mesmo nome também é utilizado em franquias esportivas, como no time da National Football League, Jacksonville Jaguars, e no time de futebol mexicano, Jaguares de Chiapas. Nos Jogos Olímpicos de Verão de 1968, na Cidade do México, uma onça-pintada vermelha foi o primeiro mascote oficial.